# Partie de l'opéra
Cet article utilise la notation algébrique pour décrire des coups du jeu d'échecs.

Animation de la partie.

La partie de l'opéra est une célèbre partie d'échecs jouée en octobre 1858 par Paul Morphy (les Blancs), face au duc de Brunswick et le comte Isouard de Vauvenargues (les Noirs), qui jouaient tous les deux en consultation.La partie s'est déroulée lors d'une représentation à l'Opéra de Paris, d'où son nom mais, en 1858, le palais Garnier n'existait pas ; cette partie s'est donc jouée à la Salle Le Peletier. 

## Contexte

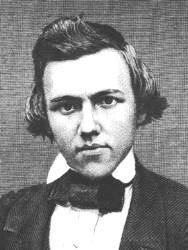
Paul Morphy, le héros de cette partie.

Paul Morphy fait sensation en Europe. Il vient de battre Daniel Harrwitz, considéré comme le meilleur joueur allemand du moment, lors d'un match au Café de la Régence à Paris. En attendant la venue d'Adolf Anderssen, considéré comme le meilleur joueur au monde, il croise le fer avec les meilleurs joueurs français, et toutes les portes lui sont ouvertes. C'est pendant cette période qu'il joue cette célèbre partie.
Le duc de Brunswick invite à quelques reprises Morphy à l'Opéra de Paris, où il loue une loge si près de la scène qu'il est possible, selon la légende, de toucher les comédiens. Le duc est un fervent joueur d'échecs, tenant toujours un échiquier dans sa loge.
Alors que la partie et l'opéra progressent, le duc et le comte confèrent à voix haute, ce qui perturbe les comédiens. Pour ajouter au côté tragi-comique de la situation, Morphy joue brillamment alors qu'il tente de suivre l'opéra de sa position inconfortable, et les comédiens, eux, tentent de connaître les raisons qui amènent leurs illustres spectateurs à échanger à voix haute.
Frederick Edge, le secrétaire de Morphy, relate qu'on donnait ce soir là Norma de Bellini :

« [...] La loge du Duc se trouve juste sur la scène, si près en vérité que l'on pourrait sans peine embrasser la prima donna. Morphy était assis, le dos tourné à la scène, ayant en face de lui le Duc et le comte Isouard. [...] C'est alors que Mme Penco, qui personnifiait la prêtresse druidique, se mit à regarder du côté de la loge, semblant se demander quelle pouvait bien être la cause de l'agitation qui y régnait. Elle était loin de se douter que Caïssa était la seule chaste diva dont se souciaient les occupants de notre loge »

En effet, Norma est joué aux Italiens de Paris le 21 octobre 1858, avec Rosina Penco dans le rôle-titre, L. Graziani en Pollione et Cambardi en Adalgise. Notons que certains commentateurs placent cette partie célèbre pendant une représentation du Barbier de Séville, de La Cenerentola, ou encore des Noces de Figaro.
La partie de l'opéra est souvent présentée à des fins pédagogiques, car elle démontre clairement certains thèmes récurrents aux échecs : utilisation optimale du temps et attaque du roi resté au centre.

## La partie
Paul Morphy – Duc de Brunswick et Comte Isouard (en consultation)

Paris, 1858, défense Philidor (C41) :
1.e4 e5 2.♘f3 d6 3.d4 ♝g4?
Selon les normes actuelles, 3...♞f6 est meilleur. Les Noirs sont obligés d'échanger leur Fou contre le Cavalier, car la variante 4.dxe5 dxe5 5.♕xd8 ♚xd8 6.♘xe5 perd un pion.
4.dxe5! ♝xf3 5.♕xf3 dxe5 6.♗c4 Les Noirs ont joué deux fois un fou pour s'emparer d'un cavalier qui n'a été joué qu'une fois, il perde des tempos sur leur adversaire : ♝c8-g4xf3 et ♘g1-f3. 6...♞f6 qui permet de parer l'échec et mat, mais le meilleur coup était quand même ♕f6 qui propose l'échange de Dame et sur ♕xf6, ♞xf6 réiquilibre la partie en permettant aux noirs de gagner un tempo tout en parant l'échec et mat.
La partie est déjà définitivement perdue pour les Noirs. D'autres lignes sont aussi possibles : 6...♛f6 7.♕b3 ♝c5 8.0-0 ♝b6 9.a4 a5 10.♘c3 ♞e7 11.♗e3 ♞d7 12.♖ad1 ou bien 6...♛d7 ♕b3 avec ♘c3, 0-0 et ♖d1 à venir. Dans chaque cas, les Blancs ont un gros avantage.
7.♕b3! ♛e7
Un mois plus tôt lors d'un match contre Paul Morphy déjà (8e partie), Daniel Harrwitz avait joué la ligne 7...♝d6 8.♗xf7+ qui perd un pion, avant un abandon au 59e coup.
8.♘c3!
Selon Wilhelm Steinitz, ce dernier coup est digne d'un grand maître[réf. souhaitée]. Beaucoup de grands maîtres, confiants dans leur technique impeccable, auraient pris le pion en b7 et gagné grâce au pion supplémentaire et l'échange des Dames (via 8.♕xb7 ♛b4+ 9.♕xb4 ♝xb4+ 10.♗d2). Morphy, possédant un sens positionnel très développé, sait que le développement des Blancs leur procurera un avantage supérieur au gain d'un pion.
8...c6 9.♗g5 Les blancs contrôlent maintenant la colonne d et maîtrisent la diagonale a2-g8, ce qui suffit à un joueur aussi fort que Morphy pour gagner la partie. De plus, les pièces blanches sont actives, alors que les noires sont passives. 
9. ... b5? (diagramme)
Les tentatives 9...♞a6 10.♗xa6 bxa6 10..♛c4, 9...h6 10.♗xf6 gxf6 11.0-0-0 ou encore 9...♛c7 10.0-0-0 ♝c5 11.♗xf7+ ♛xf7 12.♖d8+ ne sauvent pas non plus la partie pour les Noirs. 
|   | a | b | c | d | e | f | g | h |   |
| 8 | Tour noire sur case blanche a8 · Cavalier noir sur case noire b8 · Roi noir sur case blanche e8 · Fou noir sur case noire f8 · Tour noire sur case noire h8 · Pion noir sur case noire a7 · Dame noire sur case noire e7 · Pion noir sur case blanche f7 · Pion noir sur case noire g7 · Pion noir sur case blanche h7 · Pion noir sur case blanche c6 · Cavalier noir sur case noire f6 · Pion noir sur case blanche b5 · Pion noir sur case noire e5 · Fou blanc sur case noire g5 · Fou blanc sur case blanche c4 · Pion blanc sur case blanche e4 · Dame blanche sur case blanche b3 · Cavalier blanc sur case noire c3 · Pion blanc sur case blanche a2 · Pion blanc sur case noire b2 · Pion blanc sur case blanche c2 · Pion blanc sur case noire f2 · Pion blanc sur case blanche g2 · Pion blanc sur case noire h2 · Tour blanche sur case noire a1 · Roi blanc sur case noire e1 · Tour blanche sur case blanche h1 | Tour noire sur case blanche a8 · Cavalier noir sur case noire b8 · Roi noir sur case blanche e8 · Fou noir sur case noire f8 · Tour noire sur case noire h8 · Pion noir sur case noire a7 · Dame noire sur case noire e7 · Pion noir sur case blanche f7 · Pion noir sur case noire g7 · Pion noir sur case blanche h7 · Pion noir sur case blanche c6 · Cavalier noir sur case noire f6 · Pion noir sur case blanche b5 · Pion noir sur case noire e5 · Fou blanc sur case noire g5 · Fou blanc sur case blanche c4 · Pion blanc sur case blanche e4 · Dame blanche sur case blanche b3 · Cavalier blanc sur case noire c3 · Pion blanc sur case blanche a2 · Pion blanc sur case noire b2 · Pion blanc sur case blanche c2 · Pion blanc sur case noire f2 · Pion blanc sur case blanche g2 · Pion blanc sur case noire h2 · Tour blanche sur case noire a1 · Roi blanc sur case noire e1 · Tour blanche sur case blanche h1 | Tour noire sur case blanche a8 · Cavalier noir sur case noire b8 · Roi noir sur case blanche e8 · Fou noir sur case noire f8 · Tour noire sur case noire h8 · Pion noir sur case noire a7 · Dame noire sur case noire e7 · Pion noir sur case blanche f7 · Pion noir sur case noire g7 · Pion noir sur case blanche h7 · Pion noir sur case blanche c6 · Cavalier noir sur case noire f6 · Pion noir sur case blanche b5 · Pion noir sur case noire e5 · Fou blanc sur case noire g5 · Fou blanc sur case blanche c4 · Pion blanc sur case blanche e4 · Dame blanche sur case blanche b3 · Cavalier blanc sur case noire c3 · Pion blanc sur case blanche a2 · Pion blanc sur case noire b2 · Pion blanc sur case blanche c2 · Pion blanc sur case noire f2 · Pion blanc sur case blanche g2 · Pion blanc sur case noire h2 · Tour blanche sur case noire a1 · Roi blanc sur case noire e1 · Tour blanche sur case blanche h1 | Tour noire sur case blanche a8 · Cavalier noir sur case noire b8 · Roi noir sur case blanche e8 · Fou noir sur case noire f8 · Tour noire sur case noire h8 · Pion noir sur case noire a7 · Dame noire sur case noire e7 · Pion noir sur case blanche f7 · Pion noir sur case noire g7 · Pion noir sur case blanche h7 · Pion noir sur case blanche c6 · Cavalier noir sur case noire f6 · Pion noir sur case blanche b5 · Pion noir sur case noire e5 · Fou blanc sur case noire g5 · Fou blanc sur case blanche c4 · Pion blanc sur case blanche e4 · Dame blanche sur case blanche b3 · Cavalier blanc sur case noire c3 · Pion blanc sur case blanche a2 · Pion blanc sur case noire b2 · Pion blanc sur case blanche c2 · Pion blanc sur case noire f2 · Pion blanc sur case blanche g2 · Pion blanc sur case noire h2 · Tour blanche sur case noire a1 · Roi blanc sur case noire e1 · Tour blanche sur case blanche h1 | Tour noire sur case blanche a8 · Cavalier noir sur case noire b8 · Roi noir sur case blanche e8 · Fou noir sur case noire f8 · Tour noire sur case noire h8 · Pion noir sur case noire a7 · Dame noire sur case noire e7 · Pion noir sur case blanche f7 · Pion noir sur case noire g7 · Pion noir sur case blanche h7 · Pion noir sur case blanche c6 · Cavalier noir sur case noire f6 · Pion noir sur case blanche b5 · Pion noir sur case noire e5 · Fou blanc sur case noire g5 · Fou blanc sur case blanche c4 · Pion blanc sur case blanche e4 · Dame blanche sur case blanche b3 · Cavalier blanc sur case noire c3 · Pion blanc sur case blanche a2 · Pion blanc sur case noire b2 · Pion blanc sur case blanche c2 · Pion blanc sur case noire f2 · Pion blanc sur case blanche g2 · Pion blanc sur case noire h2 · Tour blanche sur case noire a1 · Roi blanc sur case noire e1 · Tour blanche sur case blanche h1 | Tour noire sur case blanche a8 · Cavalier noir sur case noire b8 · Roi noir sur case blanche e8 · Fou noir sur case noire f8 · Tour noire sur case noire h8 · Pion noir sur case noire a7 · Dame noire sur case noire e7 · Pion noir sur case blanche f7 · Pion noir sur case noire g7 · Pion noir sur case blanche h7 · Pion noir sur case blanche c6 · Cavalier noir sur case noire f6 · Pion noir sur case blanche b5 · Pion noir sur case noire e5 · Fou blanc sur case noire g5 · Fou blanc sur case blanche c4 · Pion blanc sur case blanche e4 · Dame blanche sur case blanche b3 · Cavalier blanc sur case noire c3 · Pion blanc sur case blanche a2 · Pion blanc sur case noire b2 · Pion blanc sur case blanche c2 · Pion blanc sur case noire f2 · Pion blanc sur case blanche g2 · Pion blanc sur case noire h2 · Tour blanche sur case noire a1 · Roi blanc sur case noire e1 · Tour blanche sur case blanche h1 | Tour noire sur case blanche a8 · Cavalier noir sur case noire b8 · Roi noir sur case blanche e8 · Fou noir sur case noire f8 · Tour noire sur case noire h8 · Pion noir sur case noire a7 · Dame noire sur case noire e7 · Pion noir sur case blanche f7 · Pion noir sur case noire g7 · Pion noir sur case blanche h7 · Pion noir sur case blanche c6 · Cavalier noir sur case noire f6 · Pion noir sur case blanche b5 · Pion noir sur case noire e5 · Fou blanc sur case noire g5 · Fou blanc sur case blanche c4 · Pion blanc sur case blanche e4 · Dame blanche sur case blanche b3 · Cavalier blanc sur case noire c3 · Pion blanc sur case blanche a2 · Pion blanc sur case noire b2 · Pion blanc sur case blanche c2 · Pion blanc sur case noire f2 · Pion blanc sur case blanche g2 · Pion blanc sur case noire h2 · Tour blanche sur case noire a1 · Roi blanc sur case noire e1 · Tour blanche sur case blanche h1 | Tour noire sur case blanche a8 · Cavalier noir sur case noire b8 · Roi noir sur case blanche e8 · Fou noir sur case noire f8 · Tour noire sur case noire h8 · Pion noir sur case noire a7 · Dame noire sur case noire e7 · Pion noir sur case blanche f7 · Pion noir sur case noire g7 · Pion noir sur case blanche h7 · Pion noir sur case blanche c6 · Cavalier noir sur case noire f6 · Pion noir sur case blanche b5 · Pion noir sur case noire e5 · Fou blanc sur case noire g5 · Fou blanc sur case blanche c4 · Pion blanc sur case blanche e4 · Dame blanche sur case blanche b3 · Cavalier blanc sur case noire c3 · Pion blanc sur case blanche a2 · Pion blanc sur case noire b2 · Pion blanc sur case blanche c2 · Pion blanc sur case noire f2 · Pion blanc sur case blanche g2 · Pion blanc sur case noire h2 · Tour blanche sur case noire a1 · Roi blanc sur case noire e1 · Tour blanche sur case blanche h1 | 8 |
| 7 | Tour noire sur case blanche a8 · Cavalier noir sur case noire b8 · Roi noir sur case blanche e8 · Fou noir sur case noire f8 · Tour noire sur case noire h8 · Pion noir sur case noire a7 · Dame noire sur case noire e7 · Pion noir sur case blanche f7 · Pion noir sur case noire g7 · Pion noir sur case blanche h7 · Pion noir sur case blanche c6 · Cavalier noir sur case noire f6 · Pion noir sur case blanche b5 · Pion noir sur case noire e5 · Fou blanc sur case noire g5 · Fou blanc sur case blanche c4 · Pion blanc sur case blanche e4 · Dame blanche sur case blanche b3 · Cavalier blanc sur case noire c3 · Pion blanc sur case blanche a2 · Pion blanc sur case noire b2 · Pion blanc sur case blanche c2 · Pion blanc sur case noire f2 · Pion blanc sur case blanche g2 · Pion blanc sur case noire h2 · Tour blanche sur case noire a1 · Roi blanc sur case noire e1 · Tour blanche sur case blanche h1 | Tour noire sur case blanche a8 · Cavalier noir sur case noire b8 · Roi noir sur case blanche e8 · Fou noir sur case noire f8 · Tour noire sur case noire h8 · Pion noir sur case noire a7 · Dame noire sur case noire e7 · Pion noir sur case blanche f7 · Pion noir sur case noire g7 · Pion noir sur case blanche h7 · Pion noir sur case blanche c6 · Cavalier noir sur case noire f6 · Pion noir sur case blanche b5 · Pion noir sur case noire e5 · Fou blanc sur case noire g5 · Fou blanc sur case blanche c4 · Pion blanc sur case blanche e4 · Dame blanche sur case blanche b3 · Cavalier blanc sur case noire c3 · Pion blanc sur case blanche a2 · Pion blanc sur case noire b2 · Pion blanc sur case blanche c2 · Pion blanc sur case noire f2 · Pion blanc sur case blanche g2 · Pion blanc sur case noire h2 · Tour blanche sur case noire a1 · Roi blanc sur case noire e1 · Tour blanche sur case blanche h1 | Tour noire sur case blanche a8 · Cavalier noir sur case noire b8 · Roi noir sur case blanche e8 · Fou noir sur case noire f8 · Tour noire sur case noire h8 · Pion noir sur case noire a7 · Dame noire sur case noire e7 · Pion noir sur case blanche f7 · Pion noir sur case noire g7 · Pion noir sur case blanche h7 · Pion noir sur case blanche c6 · Cavalier noir sur case noire f6 · Pion noir sur case blanche b5 · Pion noir sur case noire e5 · Fou blanc sur case noire g5 · Fou blanc sur case blanche c4 · Pion blanc sur case blanche e4 · Dame blanche sur case blanche b3 · Cavalier blanc sur case noire c3 · Pion blanc sur case blanche a2 · Pion blanc sur case noire b2 · Pion blanc sur case blanche c2 · Pion blanc sur case noire f2 · Pion blanc sur case blanche g2 · Pion blanc sur case noire h2 · Tour blanche sur case noire a1 · Roi blanc sur case noire e1 · Tour blanche sur case blanche h1 | Tour noire sur case blanche a8 · Cavalier noir sur case noire b8 · Roi noir sur case blanche e8 · Fou noir sur case noire f8 · Tour noire sur case noire h8 · Pion noir sur case noire a7 · Dame noire sur case noire e7 · Pion noir sur case blanche f7 · Pion noir sur case noire g7 · Pion noir sur case blanche h7 · Pion noir sur case blanche c6 · Cavalier noir sur case noire f6 · Pion noir sur case blanche b5 · Pion noir sur case noire e5 · Fou blanc sur case noire g5 · Fou blanc sur case blanche c4 · Pion blanc sur case blanche e4 · Dame blanche sur case blanche b3 · Cavalier blanc sur case noire c3 · Pion blanc sur case blanche a2 · Pion blanc sur case noire b2 · Pion blanc sur case blanche c2 · Pion blanc sur case noire f2 · Pion blanc sur case blanche g2 · Pion blanc sur case noire h2 · Tour blanche sur case noire a1 · Roi blanc sur case noire e1 · Tour blanche sur case blanche h1 | Tour noire sur case blanche a8 · Cavalier noir sur case noire b8 · Roi noir sur case blanche e8 · Fou noir sur case noire f8 · Tour noire sur case noire h8 · Pion noir sur case noire a7 · Dame noire sur case noire e7 · Pion noir sur case blanche f7 · Pion noir sur case noire g7 · Pion noir sur case blanche h7 · Pion noir sur case blanche c6 · Cavalier noir sur case noire f6 · Pion noir sur case blanche b5 · Pion noir sur case noire e5 · Fou blanc sur case noire g5 · Fou blanc sur case blanche c4 · Pion blanc sur case blanche e4 · Dame blanche sur case blanche b3 · Cavalier blanc sur case noire c3 · Pion blanc sur case blanche a2 · Pion blanc sur case noire b2 · Pion blanc sur case blanche c2 · Pion blanc sur case noire f2 · Pion blanc sur case blanche g2 · Pion blanc sur case noire h2 · Tour blanche sur case noire a1 · Roi blanc sur case noire e1 · Tour blanche sur case blanche h1 | Tour noire sur case blanche a8 · Cavalier noir sur case noire b8 · Roi noir sur case blanche e8 · Fou noir sur case noire f8 · Tour noire sur case noire h8 · Pion noir sur case noire a7 · Dame noire sur case noire e7 · Pion noir sur case blanche f7 · Pion noir sur case noire g7 · Pion noir sur case blanche h7 · Pion noir sur case blanche c6 · Cavalier noir sur case noire f6 · Pion noir sur case blanche b5 · Pion noir sur case noire e5 · Fou blanc sur case noire g5 · Fou blanc sur case blanche c4 · Pion blanc sur case blanche e4 · Dame blanche sur case blanche b3 · Cavalier blanc sur case noire c3 · Pion blanc sur case blanche a2 · Pion blanc sur case noire b2 · Pion blanc sur case blanche c2 · Pion blanc sur case noire f2 · Pion blanc sur case blanche g2 · Pion blanc sur case noire h2 · Tour blanche sur case noire a1 · Roi blanc sur case noire e1 · Tour blanche sur case blanche h1 | Tour noire sur case blanche a8 · Cavalier noir sur case noire b8 · Roi noir sur case blanche e8 · Fou noir sur case noire f8 · Tour noire sur case noire h8 · Pion noir sur case noire a7 · Dame noire sur case noire e7 · Pion noir sur case blanche f7 · Pion noir sur case noire g7 · Pion noir sur case blanche h7 · Pion noir sur case blanche c6 · Cavalier noir sur case noire f6 · Pion noir sur case blanche b5 · Pion noir sur case noire e5 · Fou blanc sur case noire g5 · Fou blanc sur case blanche c4 · Pion blanc sur case blanche e4 · Dame blanche sur case blanche b3 · Cavalier blanc sur case noire c3 · Pion blanc sur case blanche a2 · Pion blanc sur case noire b2 · Pion blanc sur case blanche c2 · Pion blanc sur case noire f2 · Pion blanc sur case blanche g2 · Pion blanc sur case noire h2 · Tour blanche sur case noire a1 · Roi blanc sur case noire e1 · Tour blanche sur case blanche h1 | Tour noire sur case blanche a8 · Cavalier noir sur case noire b8 · Roi noir sur case blanche e8 · Fou noir sur case noire f8 · Tour noire sur case noire h8 · Pion noir sur case noire a7 · Dame noire sur case noire e7 · Pion noir sur case blanche f7 · Pion noir sur case noire g7 · Pion noir sur case blanche h7 · Pion noir sur case blanche c6 · Cavalier noir sur case noire f6 · Pion noir sur case blanche b5 · Pion noir sur case noire e5 · Fou blanc sur case noire g5 · Fou blanc sur case blanche c4 · Pion blanc sur case blanche e4 · Dame blanche sur case blanche b3 · Cavalier blanc sur case noire c3 · Pion blanc sur case blanche a2 · Pion blanc sur case noire b2 · Pion blanc sur case blanche c2 · Pion blanc sur case noire f2 · Pion blanc sur case blanche g2 · Pion blanc sur case noire h2 · Tour blanche sur case noire a1 · Roi blanc sur case noire e1 · Tour blanche sur case blanche h1 | 7 |
| 6 | Tour noire sur case blanche a8 · Cavalier noir sur case noire b8 · Roi noir sur case blanche e8 · Fou noir sur case noire f8 · Tour noire sur case noire h8 · Pion noir sur case noire a7 · Dame noire sur case noire e7 · Pion noir sur case blanche f7 · Pion noir sur case noire g7 · Pion noir sur case blanche h7 · Pion noir sur case blanche c6 · Cavalier noir sur case noire f6 · Pion noir sur case blanche b5 · Pion noir sur case noire e5 · Fou blanc sur case noire g5 · Fou blanc sur case blanche c4 · Pion blanc sur case blanche e4 · Dame blanche sur case blanche b3 · Cavalier blanc sur case noire c3 · Pion blanc sur case blanche a2 · Pion blanc sur case noire b2 · Pion blanc sur case blanche c2 · Pion blanc sur case noire f2 · Pion blanc sur case blanche g2 · Pion blanc sur case noire h2 · Tour blanche sur case noire a1 · Roi blanc sur case noire e1 · Tour blanche sur case blanche h1 | Tour noire sur case blanche a8 · Cavalier noir sur case noire b8 · Roi noir sur case blanche e8 · Fou noir sur case noire f8 · Tour noire sur case noire h8 · Pion noir sur case noire a7 · Dame noire sur case noire e7 · Pion noir sur case blanche f7 · Pion noir sur case noire g7 · Pion noir sur case blanche h7 · Pion noir sur case blanche c6 · Cavalier noir sur case noire f6 · Pion noir sur case blanche b5 · Pion noir sur case noire e5 · Fou blanc sur case noire g5 · Fou blanc sur case blanche c4 · Pion blanc sur case blanche e4 · Dame blanche sur case blanche b3 · Cavalier blanc sur case noire c3 · Pion blanc sur case blanche a2 · Pion blanc sur case noire b2 · Pion blanc sur case blanche c2 · Pion blanc sur case noire f2 · Pion blanc sur case blanche g2 · Pion blanc sur case noire h2 · Tour blanche sur case noire a1 · Roi blanc sur case noire e1 · Tour blanche sur case blanche h1 | Tour noire sur case blanche a8 · Cavalier noir sur case noire b8 · Roi noir sur case blanche e8 · Fou noir sur case noire f8 · Tour noire sur case noire h8 · Pion noir sur case noire a7 · Dame noire sur case noire e7 · Pion noir sur case blanche f7 · Pion noir sur case noire g7 · Pion noir sur case blanche h7 · Pion noir sur case blanche c6 · Cavalier noir sur case noire f6 · Pion noir sur case blanche b5 · Pion noir sur case noire e5 · Fou blanc sur case noire g5 · Fou blanc sur case blanche c4 · Pion blanc sur case blanche e4 · Dame blanche sur case blanche b3 · Cavalier blanc sur case noire c3 · Pion blanc sur case blanche a2 · Pion blanc sur case noire b2 · Pion blanc sur case blanche c2 · Pion blanc sur case noire f2 · Pion blanc sur case blanche g2 · Pion blanc sur case noire h2 · Tour blanche sur case noire a1 · Roi blanc sur case noire e1 · Tour blanche sur case blanche h1 | Tour noire sur case blanche a8 · Cavalier noir sur case noire b8 · Roi noir sur case blanche e8 · Fou noir sur case noire f8 · Tour noire sur case noire h8 · Pion noir sur case noire a7 · Dame noire sur case noire e7 · Pion noir sur case blanche f7 · Pion noir sur case noire g7 · Pion noir sur case blanche h7 · Pion noir sur case blanche c6 · Cavalier noir sur case noire f6 · Pion noir sur case blanche b5 · Pion noir sur case noire e5 · Fou blanc sur case noire g5 · Fou blanc sur case blanche c4 · Pion blanc sur case blanche e4 · Dame blanche sur case blanche b3 · Cavalier blanc sur case noire c3 · Pion blanc sur case blanche a2 · Pion blanc sur case noire b2 · Pion blanc sur case blanche c2 · Pion blanc sur case noire f2 · Pion blanc sur case blanche g2 · Pion blanc sur case noire h2 · Tour blanche sur case noire a1 · Roi blanc sur case noire e1 · Tour blanche sur case blanche h1 | Tour noire sur case blanche a8 · Cavalier noir sur case noire b8 · Roi noir sur case blanche e8 · Fou noir sur case noire f8 · Tour noire sur case noire h8 · Pion noir sur case noire a7 · Dame noire sur case noire e7 · Pion noir sur case blanche f7 · Pion noir sur case noire g7 · Pion noir sur case blanche h7 · Pion noir sur case blanche c6 · Cavalier noir sur case noire f6 · Pion noir sur case blanche b5 · Pion noir sur case noire e5 · Fou blanc sur case noire g5 · Fou blanc sur case blanche c4 · Pion blanc sur case blanche e4 · Dame blanche sur case blanche b3 · Cavalier blanc sur case noire c3 · Pion blanc sur case blanche a2 · Pion blanc sur case noire b2 · Pion blanc sur case blanche c2 · Pion blanc sur case noire f2 · Pion blanc sur case blanche g2 · Pion blanc sur case noire h2 · Tour blanche sur case noire a1 · Roi blanc sur case noire e1 · Tour blanche sur case blanche h1 | Tour noire sur case blanche a8 · Cavalier noir sur case noire b8 · Roi noir sur case blanche e8 · Fou noir sur case noire f8 · Tour noire sur case noire h8 · Pion noir sur case noire a7 · Dame noire sur case noire e7 · Pion noir sur case blanche f7 · Pion noir sur case noire g7 · Pion noir sur case blanche h7 · Pion noir sur case blanche c6 · Cavalier noir sur case noire f6 · Pion noir sur case blanche b5 · Pion noir sur case noire e5 · Fou blanc sur case noire g5 · Fou blanc sur case blanche c4 · Pion blanc sur case blanche e4 · Dame blanche sur case blanche b3 · Cavalier blanc sur case noire c3 · Pion blanc sur case blanche a2 · Pion blanc sur case noire b2 · Pion blanc sur case blanche c2 · Pion blanc sur case noire f2 · Pion blanc sur case blanche g2 · Pion blanc sur case noire h2 · Tour blanche sur case noire a1 · Roi blanc sur case noire e1 · Tour blanche sur case blanche h1 | Tour noire sur case blanche a8 · Cavalier noir sur case noire b8 · Roi noir sur case blanche e8 · Fou noir sur case noire f8 · Tour noire sur case noire h8 · Pion noir sur case noire a7 · Dame noire sur case noire e7 · Pion noir sur case blanche f7 · Pion noir sur case noire g7 · Pion noir sur case blanche h7 · Pion noir sur case blanche c6 · Cavalier noir sur case noire f6 · Pion noir sur case blanche b5 · Pion noir sur case noire e5 · Fou blanc sur case noire g5 · Fou blanc sur case blanche c4 · Pion blanc sur case blanche e4 · Dame blanche sur case blanche b3 · Cavalier blanc sur case noire c3 · Pion blanc sur case blanche a2 · Pion blanc sur case noire b2 · Pion blanc sur case blanche c2 · Pion blanc sur case noire f2 · Pion blanc sur case blanche g2 · Pion blanc sur case noire h2 · Tour blanche sur case noire a1 · Roi blanc sur case noire e1 · Tour blanche sur case blanche h1 | Tour noire sur case blanche a8 · Cavalier noir sur case noire b8 · Roi noir sur case blanche e8 · Fou noir sur case noire f8 · Tour noire sur case noire h8 · Pion noir sur case noire a7 · Dame noire sur case noire e7 · Pion noir sur case blanche f7 · Pion noir sur case noire g7 · Pion noir sur case blanche h7 · Pion noir sur case blanche c6 · Cavalier noir sur case noire f6 · Pion noir sur case blanche b5 · Pion noir sur case noire e5 · Fou blanc sur case noire g5 · Fou blanc sur case blanche c4 · Pion blanc sur case blanche e4 · Dame blanche sur case blanche b3 · Cavalier blanc sur case noire c3 · Pion blanc sur case blanche a2 · Pion blanc sur case noire b2 · Pion blanc sur case blanche c2 · Pion blanc sur case noire f2 · Pion blanc sur case blanche g2 · Pion blanc sur case noire h2 · Tour blanche sur case noire a1 · Roi blanc sur case noire e1 · Tour blanche sur case blanche h1 | 6 |
| 5 | Tour noire sur case blanche a8 · Cavalier noir sur case noire b8 · Roi noir sur case blanche e8 · Fou noir sur case noire f8 · Tour noire sur case noire h8 · Pion noir sur case noire a7 · Dame noire sur case noire e7 · Pion noir sur case blanche f7 · Pion noir sur case noire g7 · Pion noir sur case blanche h7 · Pion noir sur case blanche c6 · Cavalier noir sur case noire f6 · Pion noir sur case blanche b5 · Pion noir sur case noire e5 · Fou blanc sur case noire g5 · Fou blanc sur case blanche c4 · Pion blanc sur case blanche e4 · Dame blanche sur case blanche b3 · Cavalier blanc sur case noire c3 · Pion blanc sur case blanche a2 · Pion blanc sur case noire b2 · Pion blanc sur case blanche c2 · Pion blanc sur case noire f2 · Pion blanc sur case blanche g2 · Pion blanc sur case noire h2 · Tour blanche sur case noire a1 · Roi blanc sur case noire e1 · Tour blanche sur case blanche h1 | Tour noire sur case blanche a8 · Cavalier noir sur case noire b8 · Roi noir sur case blanche e8 · Fou noir sur case noire f8 · Tour noire sur case noire h8 · Pion noir sur case noire a7 · Dame noire sur case noire e7 · Pion noir sur case blanche f7 · Pion noir sur case noire g7 · Pion noir sur case blanche h7 · Pion noir sur case blanche c6 · Cavalier noir sur case noire f6 · Pion noir sur case blanche b5 · Pion noir sur case noire e5 · Fou blanc sur case noire g5 · Fou blanc sur case blanche c4 · Pion blanc sur case blanche e4 · Dame blanche sur case blanche b3 · Cavalier blanc sur case noire c3 · Pion blanc sur case blanche a2 · Pion blanc sur case noire b2 · Pion blanc sur case blanche c2 · Pion blanc sur case noire f2 · Pion blanc sur case blanche g2 · Pion blanc sur case noire h2 · Tour blanche sur case noire a1 · Roi blanc sur case noire e1 · Tour blanche sur case blanche h1 | Tour noire sur case blanche a8 · Cavalier noir sur case noire b8 · Roi noir sur case blanche e8 · Fou noir sur case noire f8 · Tour noire sur case noire h8 · Pion noir sur case noire a7 · Dame noire sur case noire e7 · Pion noir sur case blanche f7 · Pion noir sur case noire g7 · Pion noir sur case blanche h7 · Pion noir sur case blanche c6 · Cavalier noir sur case noire f6 · Pion noir sur case blanche b5 · Pion noir sur case noire e5 · Fou blanc sur case noire g5 · Fou blanc sur case blanche c4 · Pion blanc sur case blanche e4 · Dame blanche sur case blanche b3 · Cavalier blanc sur case noire c3 · Pion blanc sur case blanche a2 · Pion blanc sur case noire b2 · Pion blanc sur case blanche c2 · Pion blanc sur case noire f2 · Pion blanc sur case blanche g2 · Pion blanc sur case noire h2 · Tour blanche sur case noire a1 · Roi blanc sur case noire e1 · Tour blanche sur case blanche h1 | Tour noire sur case blanche a8 · Cavalier noir sur case noire b8 · Roi noir sur case blanche e8 · Fou noir sur case noire f8 · Tour noire sur case noire h8 · Pion noir sur case noire a7 · Dame noire sur case noire e7 · Pion noir sur case blanche f7 · Pion noir sur case noire g7 · Pion noir sur case blanche h7 · Pion noir sur case blanche c6 · Cavalier noir sur case noire f6 · Pion noir sur case blanche b5 · Pion noir sur case noire e5 · Fou blanc sur case noire g5 · Fou blanc sur case blanche c4 · Pion blanc sur case blanche e4 · Dame blanche sur case blanche b3 · Cavalier blanc sur case noire c3 · Pion blanc sur case blanche a2 · Pion blanc sur case noire b2 · Pion blanc sur case blanche c2 · Pion blanc sur case noire f2 · Pion blanc sur case blanche g2 · Pion blanc sur case noire h2 · Tour blanche sur case noire a1 · Roi blanc sur case noire e1 · Tour blanche sur case blanche h1 | Tour noire sur case blanche a8 · Cavalier noir sur case noire b8 · Roi noir sur case blanche e8 · Fou noir sur case noire f8 · Tour noire sur case noire h8 · Pion noir sur case noire a7 · Dame noire sur case noire e7 · Pion noir sur case blanche f7 · Pion noir sur case noire g7 · Pion noir sur case blanche h7 · Pion noir sur case blanche c6 · Cavalier noir sur case noire f6 · Pion noir sur case blanche b5 · Pion noir sur case noire e5 · Fou blanc sur case noire g5 · Fou blanc sur case blanche c4 · Pion blanc sur case blanche e4 · Dame blanche sur case blanche b3 · Cavalier blanc sur case noire c3 · Pion blanc sur case blanche a2 · Pion blanc sur case noire b2 · Pion blanc sur case blanche c2 · Pion blanc sur case noire f2 · Pion blanc sur case blanche g2 · Pion blanc sur case noire h2 · Tour blanche sur case noire a1 · Roi blanc sur case noire e1 · Tour blanche sur case blanche h1 | Tour noire sur case blanche a8 · Cavalier noir sur case noire b8 · Roi noir sur case blanche e8 · Fou noir sur case noire f8 · Tour noire sur case noire h8 · Pion noir sur case noire a7 · Dame noire sur case noire e7 · Pion noir sur case blanche f7 · Pion noir sur case noire g7 · Pion noir sur case blanche h7 · Pion noir sur case blanche c6 · Cavalier noir sur case noire f6 · Pion noir sur case blanche b5 · Pion noir sur case noire e5 · Fou blanc sur case noire g5 · Fou blanc sur case blanche c4 · Pion blanc sur case blanche e4 · Dame blanche sur case blanche b3 · Cavalier blanc sur case noire c3 · Pion blanc sur case blanche a2 · Pion blanc sur case noire b2 · Pion blanc sur case blanche c2 · Pion blanc sur case noire f2 · Pion blanc sur case blanche g2 · Pion blanc sur case noire h2 · Tour blanche sur case noire a1 · Roi blanc sur case noire e1 · Tour blanche sur case blanche h1 | Tour noire sur case blanche a8 · Cavalier noir sur case noire b8 · Roi noir sur case blanche e8 · Fou noir sur case noire f8 · Tour noire sur case noire h8 · Pion noir sur case noire a7 · Dame noire sur case noire e7 · Pion noir sur case blanche f7 · Pion noir sur case noire g7 · Pion noir sur case blanche h7 · Pion noir sur case blanche c6 · Cavalier noir sur case noire f6 · Pion noir sur case blanche b5 · Pion noir sur case noire e5 · Fou blanc sur case noire g5 · Fou blanc sur case blanche c4 · Pion blanc sur case blanche e4 · Dame blanche sur case blanche b3 · Cavalier blanc sur case noire c3 · Pion blanc sur case blanche a2 · Pion blanc sur case noire b2 · Pion blanc sur case blanche c2 · Pion blanc sur case noire f2 · Pion blanc sur case blanche g2 · Pion blanc sur case noire h2 · Tour blanche sur case noire a1 · Roi blanc sur case noire e1 · Tour blanche sur case blanche h1 | Tour noire sur case blanche a8 · Cavalier noir sur case noire b8 · Roi noir sur case blanche e8 · Fou noir sur case noire f8 · Tour noire sur case noire h8 · Pion noir sur case noire a7 · Dame noire sur case noire e7 · Pion noir sur case blanche f7 · Pion noir sur case noire g7 · Pion noir sur case blanche h7 · Pion noir sur case blanche c6 · Cavalier noir sur case noire f6 · Pion noir sur case blanche b5 · Pion noir sur case noire e5 · Fou blanc sur case noire g5 · Fou blanc sur case blanche c4 · Pion blanc sur case blanche e4 · Dame blanche sur case blanche b3 · Cavalier blanc sur case noire c3 · Pion blanc sur case blanche a2 · Pion blanc sur case noire b2 · Pion blanc sur case blanche c2 · Pion blanc sur case noire f2 · Pion blanc sur case blanche g2 · Pion blanc sur case noire h2 · Tour blanche sur case noire a1 · Roi blanc sur case noire e1 · Tour blanche sur case blanche h1 | 5 |
| 4 | Tour noire sur case blanche a8 · Cavalier noir sur case noire b8 · Roi noir sur case blanche e8 · Fou noir sur case noire f8 · Tour noire sur case noire h8 · Pion noir sur case noire a7 · Dame noire sur case noire e7 · Pion noir sur case blanche f7 · Pion noir sur case noire g7 · Pion noir sur case blanche h7 · Pion noir sur case blanche c6 · Cavalier noir sur case noire f6 · Pion noir sur case blanche b5 · Pion noir sur case noire e5 · Fou blanc sur case noire g5 · Fou blanc sur case blanche c4 · Pion blanc sur case blanche e4 · Dame blanche sur case blanche b3 · Cavalier blanc sur case noire c3 · Pion blanc sur case blanche a2 · Pion blanc sur case noire b2 · Pion blanc sur case blanche c2 · Pion blanc sur case noire f2 · Pion blanc sur case blanche g2 · Pion blanc sur case noire h2 · Tour blanche sur case noire a1 · Roi blanc sur case noire e1 · Tour blanche sur case blanche h1 | Tour noire sur case blanche a8 · Cavalier noir sur case noire b8 · Roi noir sur case blanche e8 · Fou noir sur case noire f8 · Tour noire sur case noire h8 · Pion noir sur case noire a7 · Dame noire sur case noire e7 · Pion noir sur case blanche f7 · Pion noir sur case noire g7 · Pion noir sur case blanche h7 · Pion noir sur case blanche c6 · Cavalier noir sur case noire f6 · Pion noir sur case blanche b5 · Pion noir sur case noire e5 · Fou blanc sur case noire g5 · Fou blanc sur case blanche c4 · Pion blanc sur case blanche e4 · Dame blanche sur case blanche b3 · Cavalier blanc sur case noire c3 · Pion blanc sur case blanche a2 · Pion blanc sur case noire b2 · Pion blanc sur case blanche c2 · Pion blanc sur case noire f2 · Pion blanc sur case blanche g2 · Pion blanc sur case noire h2 · Tour blanche sur case noire a1 · Roi blanc sur case noire e1 · Tour blanche sur case blanche h1 | Tour noire sur case blanche a8 · Cavalier noir sur case noire b8 · Roi noir sur case blanche e8 · Fou noir sur case noire f8 · Tour noire sur case noire h8 · Pion noir sur case noire a7 · Dame noire sur case noire e7 · Pion noir sur case blanche f7 · Pion noir sur case noire g7 · Pion noir sur case blanche h7 · Pion noir sur case blanche c6 · Cavalier noir sur case noire f6 · Pion noir sur case blanche b5 · Pion noir sur case noire e5 · Fou blanc sur case noire g5 · Fou blanc sur case blanche c4 · Pion blanc sur case blanche e4 · Dame blanche sur case blanche b3 · Cavalier blanc sur case noire c3 · Pion blanc sur case blanche a2 · Pion blanc sur case noire b2 · Pion blanc sur case blanche c2 · Pion blanc sur case noire f2 · Pion blanc sur case blanche g2 · Pion blanc sur case noire h2 · Tour blanche sur case noire a1 · Roi blanc sur case noire e1 · Tour blanche sur case blanche h1 | Tour noire sur case blanche a8 · Cavalier noir sur case noire b8 · Roi noir sur case blanche e8 · Fou noir sur case noire f8 · Tour noire sur case noire h8 · Pion noir sur case noire a7 · Dame noire sur case noire e7 · Pion noir sur case blanche f7 · Pion noir sur case noire g7 · Pion noir sur case blanche h7 · Pion noir sur case blanche c6 · Cavalier noir sur case noire f6 · Pion noir sur case blanche b5 · Pion noir sur case noire e5 · Fou blanc sur case noire g5 · Fou blanc sur case blanche c4 · Pion blanc sur case blanche e4 · Dame blanche sur case blanche b3 · Cavalier blanc sur case noire c3 · Pion blanc sur case blanche a2 · Pion blanc sur case noire b2 · Pion blanc sur case blanche c2 · Pion blanc sur case noire f2 · Pion blanc sur case blanche g2 · Pion blanc sur case noire h2 · Tour blanche sur case noire a1 · Roi blanc sur case noire e1 · Tour blanche sur case blanche h1 | Tour noire sur case blanche a8 · Cavalier noir sur case noire b8 · Roi noir sur case blanche e8 · Fou noir sur case noire f8 · Tour noire sur case noire h8 · Pion noir sur case noire a7 · Dame noire sur case noire e7 · Pion noir sur case blanche f7 · Pion noir sur case noire g7 · Pion noir sur case blanche h7 · Pion noir sur case blanche c6 · Cavalier noir sur case noire f6 · Pion noir sur case blanche b5 · Pion noir sur case noire e5 · Fou blanc sur case noire g5 · Fou blanc sur case blanche c4 · Pion blanc sur case blanche e4 · Dame blanche sur case blanche b3 · Cavalier blanc sur case noire c3 · Pion blanc sur case blanche a2 · Pion blanc sur case noire b2 · Pion blanc sur case blanche c2 · Pion blanc sur case noire f2 · Pion blanc sur case blanche g2 · Pion blanc sur case noire h2 · Tour blanche sur case noire a1 · Roi blanc sur case noire e1 · Tour blanche sur case blanche h1 | Tour noire sur case blanche a8 · Cavalier noir sur case noire b8 · Roi noir sur case blanche e8 · Fou noir sur case noire f8 · Tour noire sur case noire h8 · Pion noir sur case noire a7 · Dame noire sur case noire e7 · Pion noir sur case blanche f7 · Pion noir sur case noire g7 · Pion noir sur case blanche h7 · Pion noir sur case blanche c6 · Cavalier noir sur case noire f6 · Pion noir sur case blanche b5 · Pion noir sur case noire e5 · Fou blanc sur case noire g5 · Fou blanc sur case blanche c4 · Pion blanc sur case blanche e4 · Dame blanche sur case blanche b3 · Cavalier blanc sur case noire c3 · Pion blanc sur case blanche a2 · Pion blanc sur case noire b2 · Pion blanc sur case blanche c2 · Pion blanc sur case noire f2 · Pion blanc sur case blanche g2 · Pion blanc sur case noire h2 · Tour blanche sur case noire a1 · Roi blanc sur case noire e1 · Tour blanche sur case blanche h1 | Tour noire sur case blanche a8 · Cavalier noir sur case noire b8 · Roi noir sur case blanche e8 · Fou noir sur case noire f8 · Tour noire sur case noire h8 · Pion noir sur case noire a7 · Dame noire sur case noire e7 · Pion noir sur case blanche f7 · Pion noir sur case noire g7 · Pion noir sur case blanche h7 · Pion noir sur case blanche c6 · Cavalier noir sur case noire f6 · Pion noir sur case blanche b5 · Pion noir sur case noire e5 · Fou blanc sur case noire g5 · Fou blanc sur case blanche c4 · Pion blanc sur case blanche e4 · Dame blanche sur case blanche b3 · Cavalier blanc sur case noire c3 · Pion blanc sur case blanche a2 · Pion blanc sur case noire b2 · Pion blanc sur case blanche c2 · Pion blanc sur case noire f2 · Pion blanc sur case blanche g2 · Pion blanc sur case noire h2 · Tour blanche sur case noire a1 · Roi blanc sur case noire e1 · Tour blanche sur case blanche h1 | Tour noire sur case blanche a8 · Cavalier noir sur case noire b8 · Roi noir sur case blanche e8 · Fou noir sur case noire f8 · Tour noire sur case noire h8 · Pion noir sur case noire a7 · Dame noire sur case noire e7 · Pion noir sur case blanche f7 · Pion noir sur case noire g7 · Pion noir sur case blanche h7 · Pion noir sur case blanche c6 · Cavalier noir sur case noire f6 · Pion noir sur case blanche b5 · Pion noir sur case noire e5 · Fou blanc sur case noire g5 · Fou blanc sur case blanche c4 · Pion blanc sur case blanche e4 · Dame blanche sur case blanche b3 · Cavalier blanc sur case noire c3 · Pion blanc sur case blanche a2 · Pion blanc sur case noire b2 · Pion blanc sur case blanche c2 · Pion blanc sur case noire f2 · Pion blanc sur case blanche g2 · Pion blanc sur case noire h2 · Tour blanche sur case noire a1 · Roi blanc sur case noire e1 · Tour blanche sur case blanche h1 | 4 |
| 3 | Tour noire sur case blanche a8 · Cavalier noir sur case noire b8 · Roi noir sur case blanche e8 · Fou noir sur case noire f8 · Tour noire sur case noire h8 · Pion noir sur case noire a7 · Dame noire sur case noire e7 · Pion noir sur case blanche f7 · Pion noir sur case noire g7 · Pion noir sur case blanche h7 · Pion noir sur case blanche c6 · Cavalier noir sur case noire f6 · Pion noir sur case blanche b5 · Pion noir sur case noire e5 · Fou blanc sur case noire g5 · Fou blanc sur case blanche c4 · Pion blanc sur case blanche e4 · Dame blanche sur case blanche b3 · Cavalier blanc sur case noire c3 · Pion blanc sur case blanche a2 · Pion blanc sur case noire b2 · Pion blanc sur case blanche c2 · Pion blanc sur case noire f2 · Pion blanc sur case blanche g2 · Pion blanc sur case noire h2 · Tour blanche sur case noire a1 · Roi blanc sur case noire e1 · Tour blanche sur case blanche h1 | Tour noire sur case blanche a8 · Cavalier noir sur case noire b8 · Roi noir sur case blanche e8 · Fou noir sur case noire f8 · Tour noire sur case noire h8 · Pion noir sur case noire a7 · Dame noire sur case noire e7 · Pion noir sur case blanche f7 · Pion noir sur case noire g7 · Pion noir sur case blanche h7 · Pion noir sur case blanche c6 · Cavalier noir sur case noire f6 · Pion noir sur case blanche b5 · Pion noir sur case noire e5 · Fou blanc sur case noire g5 · Fou blanc sur case blanche c4 · Pion blanc sur case blanche e4 · Dame blanche sur case blanche b3 · Cavalier blanc sur case noire c3 · Pion blanc sur case blanche a2 · Pion blanc sur case noire b2 · Pion blanc sur case blanche c2 · Pion blanc sur case noire f2 · Pion blanc sur case blanche g2 · Pion blanc sur case noire h2 · Tour blanche sur case noire a1 · Roi blanc sur case noire e1 · Tour blanche sur case blanche h1 | Tour noire sur case blanche a8 · Cavalier noir sur case noire b8 · Roi noir sur case blanche e8 · Fou noir sur case noire f8 · Tour noire sur case noire h8 · Pion noir sur case noire a7 · Dame noire sur case noire e7 · Pion noir sur case blanche f7 · Pion noir sur case noire g7 · Pion noir sur case blanche h7 · Pion noir sur case blanche c6 · Cavalier noir sur case noire f6 · Pion noir sur case blanche b5 · Pion noir sur case noire e5 · Fou blanc sur case noire g5 · Fou blanc sur case blanche c4 · Pion blanc sur case blanche e4 · Dame blanche sur case blanche b3 · Cavalier blanc sur case noire c3 · Pion blanc sur case blanche a2 · Pion blanc sur case noire b2 · Pion blanc sur case blanche c2 · Pion blanc sur case noire f2 · Pion blanc sur case blanche g2 · Pion blanc sur case noire h2 · Tour blanche sur case noire a1 · Roi blanc sur case noire e1 · Tour blanche sur case blanche h1 | Tour noire sur case blanche a8 · Cavalier noir sur case noire b8 · Roi noir sur case blanche e8 · Fou noir sur case noire f8 · Tour noire sur case noire h8 · Pion noir sur case noire a7 · Dame noire sur case noire e7 · Pion noir sur case blanche f7 · Pion noir sur case noire g7 · Pion noir sur case blanche h7 · Pion noir sur case blanche c6 · Cavalier noir sur case noire f6 · Pion noir sur case blanche b5 · Pion noir sur case noire e5 · Fou blanc sur case noire g5 · Fou blanc sur case blanche c4 · Pion blanc sur case blanche e4 · Dame blanche sur case blanche b3 · Cavalier blanc sur case noire c3 · Pion blanc sur case blanche a2 · Pion blanc sur case noire b2 · Pion blanc sur case blanche c2 · Pion blanc sur case noire f2 · Pion blanc sur case blanche g2 · Pion blanc sur case noire h2 · Tour blanche sur case noire a1 · Roi blanc sur case noire e1 · Tour blanche sur case blanche h1 | Tour noire sur case blanche a8 · Cavalier noir sur case noire b8 · Roi noir sur case blanche e8 · Fou noir sur case noire f8 · Tour noire sur case noire h8 · Pion noir sur case noire a7 · Dame noire sur case noire e7 · Pion noir sur case blanche f7 · Pion noir sur case noire g7 · Pion noir sur case blanche h7 · Pion noir sur case blanche c6 · Cavalier noir sur case noire f6 · Pion noir sur case blanche b5 · Pion noir sur case noire e5 · Fou blanc sur case noire g5 · Fou blanc sur case blanche c4 · Pion blanc sur case blanche e4 · Dame blanche sur case blanche b3 · Cavalier blanc sur case noire c3 · Pion blanc sur case blanche a2 · Pion blanc sur case noire b2 · Pion blanc sur case blanche c2 · Pion blanc sur case noire f2 · Pion blanc sur case blanche g2 · Pion blanc sur case noire h2 · Tour blanche sur case noire a1 · Roi blanc sur case noire e1 · Tour blanche sur case blanche h1 | Tour noire sur case blanche a8 · Cavalier noir sur case noire b8 · Roi noir sur case blanche e8 · Fou noir sur case noire f8 · Tour noire sur case noire h8 · Pion noir sur case noire a7 · Dame noire sur case noire e7 · Pion noir sur case blanche f7 · Pion noir sur case noire g7 · Pion noir sur case blanche h7 · Pion noir sur case blanche c6 · Cavalier noir sur case noire f6 · Pion noir sur case blanche b5 · Pion noir sur case noire e5 · Fou blanc sur case noire g5 · Fou blanc sur case blanche c4 · Pion blanc sur case blanche e4 · Dame blanche sur case blanche b3 · Cavalier blanc sur case noire c3 · Pion blanc sur case blanche a2 · Pion blanc sur case noire b2 · Pion blanc sur case blanche c2 · Pion blanc sur case noire f2 · Pion blanc sur case blanche g2 · Pion blanc sur case noire h2 · Tour blanche sur case noire a1 · Roi blanc sur case noire e1 · Tour blanche sur case blanche h1 | Tour noire sur case blanche a8 · Cavalier noir sur case noire b8 · Roi noir sur case blanche e8 · Fou noir sur case noire f8 · Tour noire sur case noire h8 · Pion noir sur case noire a7 · Dame noire sur case noire e7 · Pion noir sur case blanche f7 · Pion noir sur case noire g7 · Pion noir sur case blanche h7 · Pion noir sur case blanche c6 · Cavalier noir sur case noire f6 · Pion noir sur case blanche b5 · Pion noir sur case noire e5 · Fou blanc sur case noire g5 · Fou blanc sur case blanche c4 · Pion blanc sur case blanche e4 · Dame blanche sur case blanche b3 · Cavalier blanc sur case noire c3 · Pion blanc sur case blanche a2 · Pion blanc sur case noire b2 · Pion blanc sur case blanche c2 · Pion blanc sur case noire f2 · Pion blanc sur case blanche g2 · Pion blanc sur case noire h2 · Tour blanche sur case noire a1 · Roi blanc sur case noire e1 · Tour blanche sur case blanche h1 | Tour noire sur case blanche a8 · Cavalier noir sur case noire b8 · Roi noir sur case blanche e8 · Fou noir sur case noire f8 · Tour noire sur case noire h8 · Pion noir sur case noire a7 · Dame noire sur case noire e7 · Pion noir sur case blanche f7 · Pion noir sur case noire g7 · Pion noir sur case blanche h7 · Pion noir sur case blanche c6 · Cavalier noir sur case noire f6 · Pion noir sur case blanche b5 · Pion noir sur case noire e5 · Fou blanc sur case noire g5 · Fou blanc sur case blanche c4 · Pion blanc sur case blanche e4 · Dame blanche sur case blanche b3 · Cavalier blanc sur case noire c3 · Pion blanc sur case blanche a2 · Pion blanc sur case noire b2 · Pion blanc sur case blanche c2 · Pion blanc sur case noire f2 · Pion blanc sur case blanche g2 · Pion blanc sur case noire h2 · Tour blanche sur case noire a1 · Roi blanc sur case noire e1 · Tour blanche sur case blanche h1 | 3 |
| 2 | Tour noire sur case blanche a8 · Cavalier noir sur case noire b8 · Roi noir sur case blanche e8 · Fou noir sur case noire f8 · Tour noire sur case noire h8 · Pion noir sur case noire a7 · Dame noire sur case noire e7 · Pion noir sur case blanche f7 · Pion noir sur case noire g7 · Pion noir sur case blanche h7 · Pion noir sur case blanche c6 · Cavalier noir sur case noire f6 · Pion noir sur case blanche b5 · Pion noir sur case noire e5 · Fou blanc sur case noire g5 · Fou blanc sur case blanche c4 · Pion blanc sur case blanche e4 · Dame blanche sur case blanche b3 · Cavalier blanc sur case noire c3 · Pion blanc sur case blanche a2 · Pion blanc sur case noire b2 · Pion blanc sur case blanche c2 · Pion blanc sur case noire f2 · Pion blanc sur case blanche g2 · Pion blanc sur case noire h2 · Tour blanche sur case noire a1 · Roi blanc sur case noire e1 · Tour blanche sur case blanche h1 | Tour noire sur case blanche a8 · Cavalier noir sur case noire b8 · Roi noir sur case blanche e8 · Fou noir sur case noire f8 · Tour noire sur case noire h8 · Pion noir sur case noire a7 · Dame noire sur case noire e7 · Pion noir sur case blanche f7 · Pion noir sur case noire g7 · Pion noir sur case blanche h7 · Pion noir sur case blanche c6 · Cavalier noir sur case noire f6 · Pion noir sur case blanche b5 · Pion noir sur case noire e5 · Fou blanc sur case noire g5 · Fou blanc sur case blanche c4 · Pion blanc sur case blanche e4 · Dame blanche sur case blanche b3 · Cavalier blanc sur case noire c3 · Pion blanc sur case blanche a2 · Pion blanc sur case noire b2 · Pion blanc sur case blanche c2 · Pion blanc sur case noire f2 · Pion blanc sur case blanche g2 · Pion blanc sur case noire h2 · Tour blanche sur case noire a1 · Roi blanc sur case noire e1 · Tour blanche sur case blanche h1 | Tour noire sur case blanche a8 · Cavalier noir sur case noire b8 · Roi noir sur case blanche e8 · Fou noir sur case noire f8 · Tour noire sur case noire h8 · Pion noir sur case noire a7 · Dame noire sur case noire e7 · Pion noir sur case blanche f7 · Pion noir sur case noire g7 · Pion noir sur case blanche h7 · Pion noir sur case blanche c6 · Cavalier noir sur case noire f6 · Pion noir sur case blanche b5 · Pion noir sur case noire e5 · Fou blanc sur case noire g5 · Fou blanc sur case blanche c4 · Pion blanc sur case blanche e4 · Dame blanche sur case blanche b3 · Cavalier blanc sur case noire c3 · Pion blanc sur case blanche a2 · Pion blanc sur case noire b2 · Pion blanc sur case blanche c2 · Pion blanc sur case noire f2 · Pion blanc sur case blanche g2 · Pion blanc sur case noire h2 · Tour blanche sur case noire a1 · Roi blanc sur case noire e1 · Tour blanche sur case blanche h1 | Tour noire sur case blanche a8 · Cavalier noir sur case noire b8 · Roi noir sur case blanche e8 · Fou noir sur case noire f8 · Tour noire sur case noire h8 · Pion noir sur case noire a7 · Dame noire sur case noire e7 · Pion noir sur case blanche f7 · Pion noir sur case noire g7 · Pion noir sur case blanche h7 · Pion noir sur case blanche c6 · Cavalier noir sur case noire f6 · Pion noir sur case blanche b5 · Pion noir sur case noire e5 · Fou blanc sur case noire g5 · Fou blanc sur case blanche c4 · Pion blanc sur case blanche e4 · Dame blanche sur case blanche b3 · Cavalier blanc sur case noire c3 · Pion blanc sur case blanche a2 · Pion blanc sur case noire b2 · Pion blanc sur case blanche c2 · Pion blanc sur case noire f2 · Pion blanc sur case blanche g2 · Pion blanc sur case noire h2 · Tour blanche sur case noire a1 · Roi blanc sur case noire e1 · Tour blanche sur case blanche h1 | Tour noire sur case blanche a8 · Cavalier noir sur case noire b8 · Roi noir sur case blanche e8 · Fou noir sur case noire f8 · Tour noire sur case noire h8 · Pion noir sur case noire a7 · Dame noire sur case noire e7 · Pion noir sur case blanche f7 · Pion noir sur case noire g7 · Pion noir sur case blanche h7 · Pion noir sur case blanche c6 · Cavalier noir sur case noire f6 · Pion noir sur case blanche b5 · Pion noir sur case noire e5 · Fou blanc sur case noire g5 · Fou blanc sur case blanche c4 · Pion blanc sur case blanche e4 · Dame blanche sur case blanche b3 · Cavalier blanc sur case noire c3 · Pion blanc sur case blanche a2 · Pion blanc sur case noire b2 · Pion blanc sur case blanche c2 · Pion blanc sur case noire f2 · Pion blanc sur case blanche g2 · Pion blanc sur case noire h2 · Tour blanche sur case noire a1 · Roi blanc sur case noire e1 · Tour blanche sur case blanche h1 | Tour noire sur case blanche a8 · Cavalier noir sur case noire b8 · Roi noir sur case blanche e8 · Fou noir sur case noire f8 · Tour noire sur case noire h8 · Pion noir sur case noire a7 · Dame noire sur case noire e7 · Pion noir sur case blanche f7 · Pion noir sur case noire g7 · Pion noir sur case blanche h7 · Pion noir sur case blanche c6 · Cavalier noir sur case noire f6 · Pion noir sur case blanche b5 · Pion noir sur case noire e5 · Fou blanc sur case noire g5 · Fou blanc sur case blanche c4 · Pion blanc sur case blanche e4 · Dame blanche sur case blanche b3 · Cavalier blanc sur case noire c3 · Pion blanc sur case blanche a2 · Pion blanc sur case noire b2 · Pion blanc sur case blanche c2 · Pion blanc sur case noire f2 · Pion blanc sur case blanche g2 · Pion blanc sur case noire h2 · Tour blanche sur case noire a1 · Roi blanc sur case noire e1 · Tour blanche sur case blanche h1 | Tour noire sur case blanche a8 · Cavalier noir sur case noire b8 · Roi noir sur case blanche e8 · Fou noir sur case noire f8 · Tour noire sur case noire h8 · Pion noir sur case noire a7 · Dame noire sur case noire e7 · Pion noir sur case blanche f7 · Pion noir sur case noire g7 · Pion noir sur case blanche h7 · Pion noir sur case blanche c6 · Cavalier noir sur case noire f6 · Pion noir sur case blanche b5 · Pion noir sur case noire e5 · Fou blanc sur case noire g5 · Fou blanc sur case blanche c4 · Pion blanc sur case blanche e4 · Dame blanche sur case blanche b3 · Cavalier blanc sur case noire c3 · Pion blanc sur case blanche a2 · Pion blanc sur case noire b2 · Pion blanc sur case blanche c2 · Pion blanc sur case noire f2 · Pion blanc sur case blanche g2 · Pion blanc sur case noire h2 · Tour blanche sur case noire a1 · Roi blanc sur case noire e1 · Tour blanche sur case blanche h1 | Tour noire sur case blanche a8 · Cavalier noir sur case noire b8 · Roi noir sur case blanche e8 · Fou noir sur case noire f8 · Tour noire sur case noire h8 · Pion noir sur case noire a7 · Dame noire sur case noire e7 · Pion noir sur case blanche f7 · Pion noir sur case noire g7 · Pion noir sur case blanche h7 · Pion noir sur case blanche c6 · Cavalier noir sur case noire f6 · Pion noir sur case blanche b5 · Pion noir sur case noire e5 · Fou blanc sur case noire g5 · Fou blanc sur case blanche c4 · Pion blanc sur case blanche e4 · Dame blanche sur case blanche b3 · Cavalier blanc sur case noire c3 · Pion blanc sur case blanche a2 · Pion blanc sur case noire b2 · Pion blanc sur case blanche c2 · Pion blanc sur case noire f2 · Pion blanc sur case blanche g2 · Pion blanc sur case noire h2 · Tour blanche sur case noire a1 · Roi blanc sur case noire e1 · Tour blanche sur case blanche h1 | 2 |
| 1 | Tour noire sur case blanche a8 · Cavalier noir sur case noire b8 · Roi noir sur case blanche e8 · Fou noir sur case noire f8 · Tour noire sur case noire h8 · Pion noir sur case noire a7 · Dame noire sur case noire e7 · Pion noir sur case blanche f7 · Pion noir sur case noire g7 · Pion noir sur case blanche h7 · Pion noir sur case blanche c6 · Cavalier noir sur case noire f6 · Pion noir sur case blanche b5 · Pion noir sur case noire e5 · Fou blanc sur case noire g5 · Fou blanc sur case blanche c4 · Pion blanc sur case blanche e4 · Dame blanche sur case blanche b3 · Cavalier blanc sur case noire c3 · Pion blanc sur case blanche a2 · Pion blanc sur case noire b2 · Pion blanc sur case blanche c2 · Pion blanc sur case noire f2 · Pion blanc sur case blanche g2 · Pion blanc sur case noire h2 · Tour blanche sur case noire a1 · Roi blanc sur case noire e1 · Tour blanche sur case blanche h1 | Tour noire sur case blanche a8 · Cavalier noir sur case noire b8 · Roi noir sur case blanche e8 · Fou noir sur case noire f8 · Tour noire sur case noire h8 · Pion noir sur case noire a7 · Dame noire sur case noire e7 · Pion noir sur case blanche f7 · Pion noir sur case noire g7 · Pion noir sur case blanche h7 · Pion noir sur case blanche c6 · Cavalier noir sur case noire f6 · Pion noir sur case blanche b5 · Pion noir sur case noire e5 · Fou blanc sur case noire g5 · Fou blanc sur case blanche c4 · Pion blanc sur case blanche e4 · Dame blanche sur case blanche b3 · Cavalier blanc sur case noire c3 · Pion blanc sur case blanche a2 · Pion blanc sur case noire b2 · Pion blanc sur case blanche c2 · Pion blanc sur case noire f2 · Pion blanc sur case blanche g2 · Pion blanc sur case noire h2 · Tour blanche sur case noire a1 · Roi blanc sur case noire e1 · Tour blanche sur case blanche h1 | Tour noire sur case blanche a8 · Cavalier noir sur case noire b8 · Roi noir sur case blanche e8 · Fou noir sur case noire f8 · Tour noire sur case noire h8 · Pion noir sur case noire a7 · Dame noire sur case noire e7 · Pion noir sur case blanche f7 · Pion noir sur case noire g7 · Pion noir sur case blanche h7 · Pion noir sur case blanche c6 · Cavalier noir sur case noire f6 · Pion noir sur case blanche b5 · Pion noir sur case noire e5 · Fou blanc sur case noire g5 · Fou blanc sur case blanche c4 · Pion blanc sur case blanche e4 · Dame blanche sur case blanche b3 · Cavalier blanc sur case noire c3 · Pion blanc sur case blanche a2 · Pion blanc sur case noire b2 · Pion blanc sur case blanche c2 · Pion blanc sur case noire f2 · Pion blanc sur case blanche g2 · Pion blanc sur case noire h2 · Tour blanche sur case noire a1 · Roi blanc sur case noire e1 · Tour blanche sur case blanche h1 | Tour noire sur case blanche a8 · Cavalier noir sur case noire b8 · Roi noir sur case blanche e8 · Fou noir sur case noire f8 · Tour noire sur case noire h8 · Pion noir sur case noire a7 · Dame noire sur case noire e7 · Pion noir sur case blanche f7 · Pion noir sur case noire g7 · Pion noir sur case blanche h7 · Pion noir sur case blanche c6 · Cavalier noir sur case noire f6 · Pion noir sur case blanche b5 · Pion noir sur case noire e5 · Fou blanc sur case noire g5 · Fou blanc sur case blanche c4 · Pion blanc sur case blanche e4 · Dame blanche sur case blanche b3 · Cavalier blanc sur case noire c3 · Pion blanc sur case blanche a2 · Pion blanc sur case noire b2 · Pion blanc sur case blanche c2 · Pion blanc sur case noire f2 · Pion blanc sur case blanche g2 · Pion blanc sur case noire h2 · Tour blanche sur case noire a1 · Roi blanc sur case noire e1 · Tour blanche sur case blanche h1 | Tour noire sur case blanche a8 · Cavalier noir sur case noire b8 · Roi noir sur case blanche e8 · Fou noir sur case noire f8 · Tour noire sur case noire h8 · Pion noir sur case noire a7 · Dame noire sur case noire e7 · Pion noir sur case blanche f7 · Pion noir sur case noire g7 · Pion noir sur case blanche h7 · Pion noir sur case blanche c6 · Cavalier noir sur case noire f6 · Pion noir sur case blanche b5 · Pion noir sur case noire e5 · Fou blanc sur case noire g5 · Fou blanc sur case blanche c4 · Pion blanc sur case blanche e4 · Dame blanche sur case blanche b3 · Cavalier blanc sur case noire c3 · Pion blanc sur case blanche a2 · Pion blanc sur case noire b2 · Pion blanc sur case blanche c2 · Pion blanc sur case noire f2 · Pion blanc sur case blanche g2 · Pion blanc sur case noire h2 · Tour blanche sur case noire a1 · Roi blanc sur case noire e1 · Tour blanche sur case blanche h1 | Tour noire sur case blanche a8 · Cavalier noir sur case noire b8 · Roi noir sur case blanche e8 · Fou noir sur case noire f8 · Tour noire sur case noire h8 · Pion noir sur case noire a7 · Dame noire sur case noire e7 · Pion noir sur case blanche f7 · Pion noir sur case noire g7 · Pion noir sur case blanche h7 · Pion noir sur case blanche c6 · Cavalier noir sur case noire f6 · Pion noir sur case blanche b5 · Pion noir sur case noire e5 · Fou blanc sur case noire g5 · Fou blanc sur case blanche c4 · Pion blanc sur case blanche e4 · Dame blanche sur case blanche b3 · Cavalier blanc sur case noire c3 · Pion blanc sur case blanche a2 · Pion blanc sur case noire b2 · Pion blanc sur case blanche c2 · Pion blanc sur case noire f2 · Pion blanc sur case blanche g2 · Pion blanc sur case noire h2 · Tour blanche sur case noire a1 · Roi blanc sur case noire e1 · Tour blanche sur case blanche h1 | Tour noire sur case blanche a8 · Cavalier noir sur case noire b8 · Roi noir sur case blanche e8 · Fou noir sur case noire f8 · Tour noire sur case noire h8 · Pion noir sur case noire a7 · Dame noire sur case noire e7 · Pion noir sur case blanche f7 · Pion noir sur case noire g7 · Pion noir sur case blanche h7 · Pion noir sur case blanche c6 · Cavalier noir sur case noire f6 · Pion noir sur case blanche b5 · Pion noir sur case noire e5 · Fou blanc sur case noire g5 · Fou blanc sur case blanche c4 · Pion blanc sur case blanche e4 · Dame blanche sur case blanche b3 · Cavalier blanc sur case noire c3 · Pion blanc sur case blanche a2 · Pion blanc sur case noire b2 · Pion blanc sur case blanche c2 · Pion blanc sur case noire f2 · Pion blanc sur case blanche g2 · Pion blanc sur case noire h2 · Tour blanche sur case noire a1 · Roi blanc sur case noire e1 · Tour blanche sur case blanche h1 | Tour noire sur case blanche a8 · Cavalier noir sur case noire b8 · Roi noir sur case blanche e8 · Fou noir sur case noire f8 · Tour noire sur case noire h8 · Pion noir sur case noire a7 · Dame noire sur case noire e7 · Pion noir sur case blanche f7 · Pion noir sur case noire g7 · Pion noir sur case blanche h7 · Pion noir sur case blanche c6 · Cavalier noir sur case noire f6 · Pion noir sur case blanche b5 · Pion noir sur case noire e5 · Fou blanc sur case noire g5 · Fou blanc sur case blanche c4 · Pion blanc sur case blanche e4 · Dame blanche sur case blanche b3 · Cavalier blanc sur case noire c3 · Pion blanc sur case blanche a2 · Pion blanc sur case noire b2 · Pion blanc sur case blanche c2 · Pion blanc sur case noire f2 · Pion blanc sur case blanche g2 · Pion blanc sur case noire h2 · Tour blanche sur case noire a1 · Roi blanc sur case noire e1 · Tour blanche sur case blanche h1 | 1 |
|   | a | b | c | d | e | f | g | h |   |

10. ♘xb5! (si 10.♗e2?, alors les Noirs répliquent par 10...♛b4!) cxb5 11. ♗xb5+ ♞bd7 12. 0-0-0! ♜d8 13. ♖xd7!
Les Blancs font des échanges qui entrainent une perte de matériel mais chacun des coups leur fait gagner un tempo. L'avantage matériel des Noirs augmente sans cesse, mais leurs pièces sont de plus en plus immobilisées. Dès lors, l'avantage matériel est sans valeur.
13...♜xd7 14. ♖d1 ♛e6 (si 14...♛b4, alors 15.♗xf6) 15. ♗xd7+! ♞xd7 16. ♕b8+!! (Morphy sacrifie sa dame pour forcer le mat) 16...♞xb8 (Forcé. Le mat arrive, mais les Noirs ne peuvent rien faire d'autre) 17. ♖d8 mat (diagramme).
|   | a | b | c | d | e | f | g | h |   |
| 8 | Cavalier noir sur case noire b8 · Tour blanche sur case noire d8 · Roi noir sur case blanche e8 · Fou noir sur case noire f8 · Tour noire sur case noire h8 · Pion noir sur case noire a7 · Pion noir sur case blanche f7 · Pion noir sur case noire g7 · Pion noir sur case blanche h7 · Dame noire sur case blanche e6 · Pion noir sur case noire e5 · Fou blanc sur case noire g5 · Pion blanc sur case blanche e4 · Pion blanc sur case blanche a2 · Pion blanc sur case noire b2 · Pion blanc sur case blanche c2 · Pion blanc sur case noire f2 · Pion blanc sur case blanche g2 · Pion blanc sur case noire h2 · Roi blanc sur case noire c1 | Cavalier noir sur case noire b8 · Tour blanche sur case noire d8 · Roi noir sur case blanche e8 · Fou noir sur case noire f8 · Tour noire sur case noire h8 · Pion noir sur case noire a7 · Pion noir sur case blanche f7 · Pion noir sur case noire g7 · Pion noir sur case blanche h7 · Dame noire sur case blanche e6 · Pion noir sur case noire e5 · Fou blanc sur case noire g5 · Pion blanc sur case blanche e4 · Pion blanc sur case blanche a2 · Pion blanc sur case noire b2 · Pion blanc sur case blanche c2 · Pion blanc sur case noire f2 · Pion blanc sur case blanche g2 · Pion blanc sur case noire h2 · Roi blanc sur case noire c1 | Cavalier noir sur case noire b8 · Tour blanche sur case noire d8 · Roi noir sur case blanche e8 · Fou noir sur case noire f8 · Tour noire sur case noire h8 · Pion noir sur case noire a7 · Pion noir sur case blanche f7 · Pion noir sur case noire g7 · Pion noir sur case blanche h7 · Dame noire sur case blanche e6 · Pion noir sur case noire e5 · Fou blanc sur case noire g5 · Pion blanc sur case blanche e4 · Pion blanc sur case blanche a2 · Pion blanc sur case noire b2 · Pion blanc sur case blanche c2 · Pion blanc sur case noire f2 · Pion blanc sur case blanche g2 · Pion blanc sur case noire h2 · Roi blanc sur case noire c1 | Cavalier noir sur case noire b8 · Tour blanche sur case noire d8 · Roi noir sur case blanche e8 · Fou noir sur case noire f8 · Tour noire sur case noire h8 · Pion noir sur case noire a7 · Pion noir sur case blanche f7 · Pion noir sur case noire g7 · Pion noir sur case blanche h7 · Dame noire sur case blanche e6 · Pion noir sur case noire e5 · Fou blanc sur case noire g5 · Pion blanc sur case blanche e4 · Pion blanc sur case blanche a2 · Pion blanc sur case noire b2 · Pion blanc sur case blanche c2 · Pion blanc sur case noire f2 · Pion blanc sur case blanche g2 · Pion blanc sur case noire h2 · Roi blanc sur case noire c1 | Cavalier noir sur case noire b8 · Tour blanche sur case noire d8 · Roi noir sur case blanche e8 · Fou noir sur case noire f8 · Tour noire sur case noire h8 · Pion noir sur case noire a7 · Pion noir sur case blanche f7 · Pion noir sur case noire g7 · Pion noir sur case blanche h7 · Dame noire sur case blanche e6 · Pion noir sur case noire e5 · Fou blanc sur case noire g5 · Pion blanc sur case blanche e4 · Pion blanc sur case blanche a2 · Pion blanc sur case noire b2 · Pion blanc sur case blanche c2 · Pion blanc sur case noire f2 · Pion blanc sur case blanche g2 · Pion blanc sur case noire h2 · Roi blanc sur case noire c1 | Cavalier noir sur case noire b8 · Tour blanche sur case noire d8 · Roi noir sur case blanche e8 · Fou noir sur case noire f8 · Tour noire sur case noire h8 · Pion noir sur case noire a7 · Pion noir sur case blanche f7 · Pion noir sur case noire g7 · Pion noir sur case blanche h7 · Dame noire sur case blanche e6 · Pion noir sur case noire e5 · Fou blanc sur case noire g5 · Pion blanc sur case blanche e4 · Pion blanc sur case blanche a2 · Pion blanc sur case noire b2 · Pion blanc sur case blanche c2 · Pion blanc sur case noire f2 · Pion blanc sur case blanche g2 · Pion blanc sur case noire h2 · Roi blanc sur case noire c1 | Cavalier noir sur case noire b8 · Tour blanche sur case noire d8 · Roi noir sur case blanche e8 · Fou noir sur case noire f8 · Tour noire sur case noire h8 · Pion noir sur case noire a7 · Pion noir sur case blanche f7 · Pion noir sur case noire g7 · Pion noir sur case blanche h7 · Dame noire sur case blanche e6 · Pion noir sur case noire e5 · Fou blanc sur case noire g5 · Pion blanc sur case blanche e4 · Pion blanc sur case blanche a2 · Pion blanc sur case noire b2 · Pion blanc sur case blanche c2 · Pion blanc sur case noire f2 · Pion blanc sur case blanche g2 · Pion blanc sur case noire h2 · Roi blanc sur case noire c1 | Cavalier noir sur case noire b8 · Tour blanche sur case noire d8 · Roi noir sur case blanche e8 · Fou noir sur case noire f8 · Tour noire sur case noire h8 · Pion noir sur case noire a7 · Pion noir sur case blanche f7 · Pion noir sur case noire g7 · Pion noir sur case blanche h7 · Dame noire sur case blanche e6 · Pion noir sur case noire e5 · Fou blanc sur case noire g5 · Pion blanc sur case blanche e4 · Pion blanc sur case blanche a2 · Pion blanc sur case noire b2 · Pion blanc sur case blanche c2 · Pion blanc sur case noire f2 · Pion blanc sur case blanche g2 · Pion blanc sur case noire h2 · Roi blanc sur case noire c1 | 8 |
| 7 | Cavalier noir sur case noire b8 · Tour blanche sur case noire d8 · Roi noir sur case blanche e8 · Fou noir sur case noire f8 · Tour noire sur case noire h8 · Pion noir sur case noire a7 · Pion noir sur case blanche f7 · Pion noir sur case noire g7 · Pion noir sur case blanche h7 · Dame noire sur case blanche e6 · Pion noir sur case noire e5 · Fou blanc sur case noire g5 · Pion blanc sur case blanche e4 · Pion blanc sur case blanche a2 · Pion blanc sur case noire b2 · Pion blanc sur case blanche c2 · Pion blanc sur case noire f2 · Pion blanc sur case blanche g2 · Pion blanc sur case noire h2 · Roi blanc sur case noire c1 | Cavalier noir sur case noire b8 · Tour blanche sur case noire d8 · Roi noir sur case blanche e8 · Fou noir sur case noire f8 · Tour noire sur case noire h8 · Pion noir sur case noire a7 · Pion noir sur case blanche f7 · Pion noir sur case noire g7 · Pion noir sur case blanche h7 · Dame noire sur case blanche e6 · Pion noir sur case noire e5 · Fou blanc sur case noire g5 · Pion blanc sur case blanche e4 · Pion blanc sur case blanche a2 · Pion blanc sur case noire b2 · Pion blanc sur case blanche c2 · Pion blanc sur case noire f2 · Pion blanc sur case blanche g2 · Pion blanc sur case noire h2 · Roi blanc sur case noire c1 | Cavalier noir sur case noire b8 · Tour blanche sur case noire d8 · Roi noir sur case blanche e8 · Fou noir sur case noire f8 · Tour noire sur case noire h8 · Pion noir sur case noire a7 · Pion noir sur case blanche f7 · Pion noir sur case noire g7 · Pion noir sur case blanche h7 · Dame noire sur case blanche e6 · Pion noir sur case noire e5 · Fou blanc sur case noire g5 · Pion blanc sur case blanche e4 · Pion blanc sur case blanche a2 · Pion blanc sur case noire b2 · Pion blanc sur case blanche c2 · Pion blanc sur case noire f2 · Pion blanc sur case blanche g2 · Pion blanc sur case noire h2 · Roi blanc sur case noire c1 | Cavalier noir sur case noire b8 · Tour blanche sur case noire d8 · Roi noir sur case blanche e8 · Fou noir sur case noire f8 · Tour noire sur case noire h8 · Pion noir sur case noire a7 · Pion noir sur case blanche f7 · Pion noir sur case noire g7 · Pion noir sur case blanche h7 · Dame noire sur case blanche e6 · Pion noir sur case noire e5 · Fou blanc sur case noire g5 · Pion blanc sur case blanche e4 · Pion blanc sur case blanche a2 · Pion blanc sur case noire b2 · Pion blanc sur case blanche c2 · Pion blanc sur case noire f2 · Pion blanc sur case blanche g2 · Pion blanc sur case noire h2 · Roi blanc sur case noire c1 | Cavalier noir sur case noire b8 · Tour blanche sur case noire d8 · Roi noir sur case blanche e8 · Fou noir sur case noire f8 · Tour noire sur case noire h8 · Pion noir sur case noire a7 · Pion noir sur case blanche f7 · Pion noir sur case noire g7 · Pion noir sur case blanche h7 · Dame noire sur case blanche e6 · Pion noir sur case noire e5 · Fou blanc sur case noire g5 · Pion blanc sur case blanche e4 · Pion blanc sur case blanche a2 · Pion blanc sur case noire b2 · Pion blanc sur case blanche c2 · Pion blanc sur case noire f2 · Pion blanc sur case blanche g2 · Pion blanc sur case noire h2 · Roi blanc sur case noire c1 | Cavalier noir sur case noire b8 · Tour blanche sur case noire d8 · Roi noir sur case blanche e8 · Fou noir sur case noire f8 · Tour noire sur case noire h8 · Pion noir sur case noire a7 · Pion noir sur case blanche f7 · Pion noir sur case noire g7 · Pion noir sur case blanche h7 · Dame noire sur case blanche e6 · Pion noir sur case noire e5 · Fou blanc sur case noire g5 · Pion blanc sur case blanche e4 · Pion blanc sur case blanche a2 · Pion blanc sur case noire b2 · Pion blanc sur case blanche c2 · Pion blanc sur case noire f2 · Pion blanc sur case blanche g2 · Pion blanc sur case noire h2 · Roi blanc sur case noire c1 | Cavalier noir sur case noire b8 · Tour blanche sur case noire d8 · Roi noir sur case blanche e8 · Fou noir sur case noire f8 · Tour noire sur case noire h8 · Pion noir sur case noire a7 · Pion noir sur case blanche f7 · Pion noir sur case noire g7 · Pion noir sur case blanche h7 · Dame noire sur case blanche e6 · Pion noir sur case noire e5 · Fou blanc sur case noire g5 · Pion blanc sur case blanche e4 · Pion blanc sur case blanche a2 · Pion blanc sur case noire b2 · Pion blanc sur case blanche c2 · Pion blanc sur case noire f2 · Pion blanc sur case blanche g2 · Pion blanc sur case noire h2 · Roi blanc sur case noire c1 | Cavalier noir sur case noire b8 · Tour blanche sur case noire d8 · Roi noir sur case blanche e8 · Fou noir sur case noire f8 · Tour noire sur case noire h8 · Pion noir sur case noire a7 · Pion noir sur case blanche f7 · Pion noir sur case noire g7 · Pion noir sur case blanche h7 · Dame noire sur case blanche e6 · Pion noir sur case noire e5 · Fou blanc sur case noire g5 · Pion blanc sur case blanche e4 · Pion blanc sur case blanche a2 · Pion blanc sur case noire b2 · Pion blanc sur case blanche c2 · Pion blanc sur case noire f2 · Pion blanc sur case blanche g2 · Pion blanc sur case noire h2 · Roi blanc sur case noire c1 | 7 |
| 6 | Cavalier noir sur case noire b8 · Tour blanche sur case noire d8 · Roi noir sur case blanche e8 · Fou noir sur case noire f8 · Tour noire sur case noire h8 · Pion noir sur case noire a7 · Pion noir sur case blanche f7 · Pion noir sur case noire g7 · Pion noir sur case blanche h7 · Dame noire sur case blanche e6 · Pion noir sur case noire e5 · Fou blanc sur case noire g5 · Pion blanc sur case blanche e4 · Pion blanc sur case blanche a2 · Pion blanc sur case noire b2 · Pion blanc sur case blanche c2 · Pion blanc sur case noire f2 · Pion blanc sur case blanche g2 · Pion blanc sur case noire h2 · Roi blanc sur case noire c1 | Cavalier noir sur case noire b8 · Tour blanche sur case noire d8 · Roi noir sur case blanche e8 · Fou noir sur case noire f8 · Tour noire sur case noire h8 · Pion noir sur case noire a7 · Pion noir sur case blanche f7 · Pion noir sur case noire g7 · Pion noir sur case blanche h7 · Dame noire sur case blanche e6 · Pion noir sur case noire e5 · Fou blanc sur case noire g5 · Pion blanc sur case blanche e4 · Pion blanc sur case blanche a2 · Pion blanc sur case noire b2 · Pion blanc sur case blanche c2 · Pion blanc sur case noire f2 · Pion blanc sur case blanche g2 · Pion blanc sur case noire h2 · Roi blanc sur case noire c1 | Cavalier noir sur case noire b8 · Tour blanche sur case noire d8 · Roi noir sur case blanche e8 · Fou noir sur case noire f8 · Tour noire sur case noire h8 · Pion noir sur case noire a7 · Pion noir sur case blanche f7 · Pion noir sur case noire g7 · Pion noir sur case blanche h7 · Dame noire sur case blanche e6 · Pion noir sur case noire e5 · Fou blanc sur case noire g5 · Pion blanc sur case blanche e4 · Pion blanc sur case blanche a2 · Pion blanc sur case noire b2 · Pion blanc sur case blanche c2 · Pion blanc sur case noire f2 · Pion blanc sur case blanche g2 · Pion blanc sur case noire h2 · Roi blanc sur case noire c1 | Cavalier noir sur case noire b8 · Tour blanche sur case noire d8 · Roi noir sur case blanche e8 · Fou noir sur case noire f8 · Tour noire sur case noire h8 · Pion noir sur case noire a7 · Pion noir sur case blanche f7 · Pion noir sur case noire g7 · Pion noir sur case blanche h7 · Dame noire sur case blanche e6 · Pion noir sur case noire e5 · Fou blanc sur case noire g5 · Pion blanc sur case blanche e4 · Pion blanc sur case blanche a2 · Pion blanc sur case noire b2 · Pion blanc sur case blanche c2 · Pion blanc sur case noire f2 · Pion blanc sur case blanche g2 · Pion blanc sur case noire h2 · Roi blanc sur case noire c1 | Cavalier noir sur case noire b8 · Tour blanche sur case noire d8 · Roi noir sur case blanche e8 · Fou noir sur case noire f8 · Tour noire sur case noire h8 · Pion noir sur case noire a7 · Pion noir sur case blanche f7 · Pion noir sur case noire g7 · Pion noir sur case blanche h7 · Dame noire sur case blanche e6 · Pion noir sur case noire e5 · Fou blanc sur case noire g5 · Pion blanc sur case blanche e4 · Pion blanc sur case blanche a2 · Pion blanc sur case noire b2 · Pion blanc sur case blanche c2 · Pion blanc sur case noire f2 · Pion blanc sur case blanche g2 · Pion blanc sur case noire h2 · Roi blanc sur case noire c1 | Cavalier noir sur case noire b8 · Tour blanche sur case noire d8 · Roi noir sur case blanche e8 · Fou noir sur case noire f8 · Tour noire sur case noire h8 · Pion noir sur case noire a7 · Pion noir sur case blanche f7 · Pion noir sur case noire g7 · Pion noir sur case blanche h7 · Dame noire sur case blanche e6 · Pion noir sur case noire e5 · Fou blanc sur case noire g5 · Pion blanc sur case blanche e4 · Pion blanc sur case blanche a2 · Pion blanc sur case noire b2 · Pion blanc sur case blanche c2 · Pion blanc sur case noire f2 · Pion blanc sur case blanche g2 · Pion blanc sur case noire h2 · Roi blanc sur case noire c1 | Cavalier noir sur case noire b8 · Tour blanche sur case noire d8 · Roi noir sur case blanche e8 · Fou noir sur case noire f8 · Tour noire sur case noire h8 · Pion noir sur case noire a7 · Pion noir sur case blanche f7 · Pion noir sur case noire g7 · Pion noir sur case blanche h7 · Dame noire sur case blanche e6 · Pion noir sur case noire e5 · Fou blanc sur case noire g5 · Pion blanc sur case blanche e4 · Pion blanc sur case blanche a2 · Pion blanc sur case noire b2 · Pion blanc sur case blanche c2 · Pion blanc sur case noire f2 · Pion blanc sur case blanche g2 · Pion blanc sur case noire h2 · Roi blanc sur case noire c1 | Cavalier noir sur case noire b8 · Tour blanche sur case noire d8 · Roi noir sur case blanche e8 · Fou noir sur case noire f8 · Tour noire sur case noire h8 · Pion noir sur case noire a7 · Pion noir sur case blanche f7 · Pion noir sur case noire g7 · Pion noir sur case blanche h7 · Dame noire sur case blanche e6 · Pion noir sur case noire e5 · Fou blanc sur case noire g5 · Pion blanc sur case blanche e4 · Pion blanc sur case blanche a2 · Pion blanc sur case noire b2 · Pion blanc sur case blanche c2 · Pion blanc sur case noire f2 · Pion blanc sur case blanche g2 · Pion blanc sur case noire h2 · Roi blanc sur case noire c1 | 6 |
| 5 | Cavalier noir sur case noire b8 · Tour blanche sur case noire d8 · Roi noir sur case blanche e8 · Fou noir sur case noire f8 · Tour noire sur case noire h8 · Pion noir sur case noire a7 · Pion noir sur case blanche f7 · Pion noir sur case noire g7 · Pion noir sur case blanche h7 · Dame noire sur case blanche e6 · Pion noir sur case noire e5 · Fou blanc sur case noire g5 · Pion blanc sur case blanche e4 · Pion blanc sur case blanche a2 · Pion blanc sur case noire b2 · Pion blanc sur case blanche c2 · Pion blanc sur case noire f2 · Pion blanc sur case blanche g2 · Pion blanc sur case noire h2 · Roi blanc sur case noire c1 | Cavalier noir sur case noire b8 · Tour blanche sur case noire d8 · Roi noir sur case blanche e8 · Fou noir sur case noire f8 · Tour noire sur case noire h8 · Pion noir sur case noire a7 · Pion noir sur case blanche f7 · Pion noir sur case noire g7 · Pion noir sur case blanche h7 · Dame noire sur case blanche e6 · Pion noir sur case noire e5 · Fou blanc sur case noire g5 · Pion blanc sur case blanche e4 · Pion blanc sur case blanche a2 · Pion blanc sur case noire b2 · Pion blanc sur case blanche c2 · Pion blanc sur case noire f2 · Pion blanc sur case blanche g2 · Pion blanc sur case noire h2 · Roi blanc sur case noire c1 | Cavalier noir sur case noire b8 · Tour blanche sur case noire d8 · Roi noir sur case blanche e8 · Fou noir sur case noire f8 · Tour noire sur case noire h8 · Pion noir sur case noire a7 · Pion noir sur case blanche f7 · Pion noir sur case noire g7 · Pion noir sur case blanche h7 · Dame noire sur case blanche e6 · Pion noir sur case noire e5 · Fou blanc sur case noire g5 · Pion blanc sur case blanche e4 · Pion blanc sur case blanche a2 · Pion blanc sur case noire b2 · Pion blanc sur case blanche c2 · Pion blanc sur case noire f2 · Pion blanc sur case blanche g2 · Pion blanc sur case noire h2 · Roi blanc sur case noire c1 | Cavalier noir sur case noire b8 · Tour blanche sur case noire d8 · Roi noir sur case blanche e8 · Fou noir sur case noire f8 · Tour noire sur case noire h8 · Pion noir sur case noire a7 · Pion noir sur case blanche f7 · Pion noir sur case noire g7 · Pion noir sur case blanche h7 · Dame noire sur case blanche e6 · Pion noir sur case noire e5 · Fou blanc sur case noire g5 · Pion blanc sur case blanche e4 · Pion blanc sur case blanche a2 · Pion blanc sur case noire b2 · Pion blanc sur case blanche c2 · Pion blanc sur case noire f2 · Pion blanc sur case blanche g2 · Pion blanc sur case noire h2 · Roi blanc sur case noire c1 | Cavalier noir sur case noire b8 · Tour blanche sur case noire d8 · Roi noir sur case blanche e8 · Fou noir sur case noire f8 · Tour noire sur case noire h8 · Pion noir sur case noire a7 · Pion noir sur case blanche f7 · Pion noir sur case noire g7 · Pion noir sur case blanche h7 · Dame noire sur case blanche e6 · Pion noir sur case noire e5 · Fou blanc sur case noire g5 · Pion blanc sur case blanche e4 · Pion blanc sur case blanche a2 · Pion blanc sur case noire b2 · Pion blanc sur case blanche c2 · Pion blanc sur case noire f2 · Pion blanc sur case blanche g2 · Pion blanc sur case noire h2 · Roi blanc sur case noire c1 | Cavalier noir sur case noire b8 · Tour blanche sur case noire d8 · Roi noir sur case blanche e8 · Fou noir sur case noire f8 · Tour noire sur case noire h8 · Pion noir sur case noire a7 · Pion noir sur case blanche f7 · Pion noir sur case noire g7 · Pion noir sur case blanche h7 · Dame noire sur case blanche e6 · Pion noir sur case noire e5 · Fou blanc sur case noire g5 · Pion blanc sur case blanche e4 · Pion blanc sur case blanche a2 · Pion blanc sur case noire b2 · Pion blanc sur case blanche c2 · Pion blanc sur case noire f2 · Pion blanc sur case blanche g2 · Pion blanc sur case noire h2 · Roi blanc sur case noire c1 | Cavalier noir sur case noire b8 · Tour blanche sur case noire d8 · Roi noir sur case blanche e8 · Fou noir sur case noire f8 · Tour noire sur case noire h8 · Pion noir sur case noire a7 · Pion noir sur case blanche f7 · Pion noir sur case noire g7 · Pion noir sur case blanche h7 · Dame noire sur case blanche e6 · Pion noir sur case noire e5 · Fou blanc sur case noire g5 · Pion blanc sur case blanche e4 · Pion blanc sur case blanche a2 · Pion blanc sur case noire b2 · Pion blanc sur case blanche c2 · Pion blanc sur case noire f2 · Pion blanc sur case blanche g2 · Pion blanc sur case noire h2 · Roi blanc sur case noire c1 | Cavalier noir sur case noire b8 · Tour blanche sur case noire d8 · Roi noir sur case blanche e8 · Fou noir sur case noire f8 · Tour noire sur case noire h8 · Pion noir sur case noire a7 · Pion noir sur case blanche f7 · Pion noir sur case noire g7 · Pion noir sur case blanche h7 · Dame noire sur case blanche e6 · Pion noir sur case noire e5 · Fou blanc sur case noire g5 · Pion blanc sur case blanche e4 · Pion blanc sur case blanche a2 · Pion blanc sur case noire b2 · Pion blanc sur case blanche c2 · Pion blanc sur case noire f2 · Pion blanc sur case blanche g2 · Pion blanc sur case noire h2 · Roi blanc sur case noire c1 | 5 |
| 4 | Cavalier noir sur case noire b8 · Tour blanche sur case noire d8 · Roi noir sur case blanche e8 · Fou noir sur case noire f8 · Tour noire sur case noire h8 · Pion noir sur case noire a7 · Pion noir sur case blanche f7 · Pion noir sur case noire g7 · Pion noir sur case blanche h7 · Dame noire sur case blanche e6 · Pion noir sur case noire e5 · Fou blanc sur case noire g5 · Pion blanc sur case blanche e4 · Pion blanc sur case blanche a2 · Pion blanc sur case noire b2 · Pion blanc sur case blanche c2 · Pion blanc sur case noire f2 · Pion blanc sur case blanche g2 · Pion blanc sur case noire h2 · Roi blanc sur case noire c1 | Cavalier noir sur case noire b8 · Tour blanche sur case noire d8 · Roi noir sur case blanche e8 · Fou noir sur case noire f8 · Tour noire sur case noire h8 · Pion noir sur case noire a7 · Pion noir sur case blanche f7 · Pion noir sur case noire g7 · Pion noir sur case blanche h7 · Dame noire sur case blanche e6 · Pion noir sur case noire e5 · Fou blanc sur case noire g5 · Pion blanc sur case blanche e4 · Pion blanc sur case blanche a2 · Pion blanc sur case noire b2 · Pion blanc sur case blanche c2 · Pion blanc sur case noire f2 · Pion blanc sur case blanche g2 · Pion blanc sur case noire h2 · Roi blanc sur case noire c1 | Cavalier noir sur case noire b8 · Tour blanche sur case noire d8 · Roi noir sur case blanche e8 · Fou noir sur case noire f8 · Tour noire sur case noire h8 · Pion noir sur case noire a7 · Pion noir sur case blanche f7 · Pion noir sur case noire g7 · Pion noir sur case blanche h7 · Dame noire sur case blanche e6 · Pion noir sur case noire e5 · Fou blanc sur case noire g5 · Pion blanc sur case blanche e4 · Pion blanc sur case blanche a2 · Pion blanc sur case noire b2 · Pion blanc sur case blanche c2 · Pion blanc sur case noire f2 · Pion blanc sur case blanche g2 · Pion blanc sur case noire h2 · Roi blanc sur case noire c1 | Cavalier noir sur case noire b8 · Tour blanche sur case noire d8 · Roi noir sur case blanche e8 · Fou noir sur case noire f8 · Tour noire sur case noire h8 · Pion noir sur case noire a7 · Pion noir sur case blanche f7 · Pion noir sur case noire g7 · Pion noir sur case blanche h7 · Dame noire sur case blanche e6 · Pion noir sur case noire e5 · Fou blanc sur case noire g5 · Pion blanc sur case blanche e4 · Pion blanc sur case blanche a2 · Pion blanc sur case noire b2 · Pion blanc sur case blanche c2 · Pion blanc sur case noire f2 · Pion blanc sur case blanche g2 · Pion blanc sur case noire h2 · Roi blanc sur case noire c1 | Cavalier noir sur case noire b8 · Tour blanche sur case noire d8 · Roi noir sur case blanche e8 · Fou noir sur case noire f8 · Tour noire sur case noire h8 · Pion noir sur case noire a7 · Pion noir sur case blanche f7 · Pion noir sur case noire g7 · Pion noir sur case blanche h7 · Dame noire sur case blanche e6 · Pion noir sur case noire e5 · Fou blanc sur case noire g5 · Pion blanc sur case blanche e4 · Pion blanc sur case blanche a2 · Pion blanc sur case noire b2 · Pion blanc sur case blanche c2 · Pion blanc sur case noire f2 · Pion blanc sur case blanche g2 · Pion blanc sur case noire h2 · Roi blanc sur case noire c1 | Cavalier noir sur case noire b8 · Tour blanche sur case noire d8 · Roi noir sur case blanche e8 · Fou noir sur case noire f8 · Tour noire sur case noire h8 · Pion noir sur case noire a7 · Pion noir sur case blanche f7 · Pion noir sur case noire g7 · Pion noir sur case blanche h7 · Dame noire sur case blanche e6 · Pion noir sur case noire e5 · Fou blanc sur case noire g5 · Pion blanc sur case blanche e4 · Pion blanc sur case blanche a2 · Pion blanc sur case noire b2 · Pion blanc sur case blanche c2 · Pion blanc sur case noire f2 · Pion blanc sur case blanche g2 · Pion blanc sur case noire h2 · Roi blanc sur case noire c1 | Cavalier noir sur case noire b8 · Tour blanche sur case noire d8 · Roi noir sur case blanche e8 · Fou noir sur case noire f8 · Tour noire sur case noire h8 · Pion noir sur case noire a7 · Pion noir sur case blanche f7 · Pion noir sur case noire g7 · Pion noir sur case blanche h7 · Dame noire sur case blanche e6 · Pion noir sur case noire e5 · Fou blanc sur case noire g5 · Pion blanc sur case blanche e4 · Pion blanc sur case blanche a2 · Pion blanc sur case noire b2 · Pion blanc sur case blanche c2 · Pion blanc sur case noire f2 · Pion blanc sur case blanche g2 · Pion blanc sur case noire h2 · Roi blanc sur case noire c1 | Cavalier noir sur case noire b8 · Tour blanche sur case noire d8 · Roi noir sur case blanche e8 · Fou noir sur case noire f8 · Tour noire sur case noire h8 · Pion noir sur case noire a7 · Pion noir sur case blanche f7 · Pion noir sur case noire g7 · Pion noir sur case blanche h7 · Dame noire sur case blanche e6 · Pion noir sur case noire e5 · Fou blanc sur case noire g5 · Pion blanc sur case blanche e4 · Pion blanc sur case blanche a2 · Pion blanc sur case noire b2 · Pion blanc sur case blanche c2 · Pion blanc sur case noire f2 · Pion blanc sur case blanche g2 · Pion blanc sur case noire h2 · Roi blanc sur case noire c1 | 4 |
| 3 | Cavalier noir sur case noire b8 · Tour blanche sur case noire d8 · Roi noir sur case blanche e8 · Fou noir sur case noire f8 · Tour noire sur case noire h8 · Pion noir sur case noire a7 · Pion noir sur case blanche f7 · Pion noir sur case noire g7 · Pion noir sur case blanche h7 · Dame noire sur case blanche e6 · Pion noir sur case noire e5 · Fou blanc sur case noire g5 · Pion blanc sur case blanche e4 · Pion blanc sur case blanche a2 · Pion blanc sur case noire b2 · Pion blanc sur case blanche c2 · Pion blanc sur case noire f2 · Pion blanc sur case blanche g2 · Pion blanc sur case noire h2 · Roi blanc sur case noire c1 | Cavalier noir sur case noire b8 · Tour blanche sur case noire d8 · Roi noir sur case blanche e8 · Fou noir sur case noire f8 · Tour noire sur case noire h8 · Pion noir sur case noire a7 · Pion noir sur case blanche f7 · Pion noir sur case noire g7 · Pion noir sur case blanche h7 · Dame noire sur case blanche e6 · Pion noir sur case noire e5 · Fou blanc sur case noire g5 · Pion blanc sur case blanche e4 · Pion blanc sur case blanche a2 · Pion blanc sur case noire b2 · Pion blanc sur case blanche c2 · Pion blanc sur case noire f2 · Pion blanc sur case blanche g2 · Pion blanc sur case noire h2 · Roi blanc sur case noire c1 | Cavalier noir sur case noire b8 · Tour blanche sur case noire d8 · Roi noir sur case blanche e8 · Fou noir sur case noire f8 · Tour noire sur case noire h8 · Pion noir sur case noire a7 · Pion noir sur case blanche f7 · Pion noir sur case noire g7 · Pion noir sur case blanche h7 · Dame noire sur case blanche e6 · Pion noir sur case noire e5 · Fou blanc sur case noire g5 · Pion blanc sur case blanche e4 · Pion blanc sur case blanche a2 · Pion blanc sur case noire b2 · Pion blanc sur case blanche c2 · Pion blanc sur case noire f2 · Pion blanc sur case blanche g2 · Pion blanc sur case noire h2 · Roi blanc sur case noire c1 | Cavalier noir sur case noire b8 · Tour blanche sur case noire d8 · Roi noir sur case blanche e8 · Fou noir sur case noire f8 · Tour noire sur case noire h8 · Pion noir sur case noire a7 · Pion noir sur case blanche f7 · Pion noir sur case noire g7 · Pion noir sur case blanche h7 · Dame noire sur case blanche e6 · Pion noir sur case noire e5 · Fou blanc sur case noire g5 · Pion blanc sur case blanche e4 · Pion blanc sur case blanche a2 · Pion blanc sur case noire b2 · Pion blanc sur case blanche c2 · Pion blanc sur case noire f2 · Pion blanc sur case blanche g2 · Pion blanc sur case noire h2 · Roi blanc sur case noire c1 | Cavalier noir sur case noire b8 · Tour blanche sur case noire d8 · Roi noir sur case blanche e8 · Fou noir sur case noire f8 · Tour noire sur case noire h8 · Pion noir sur case noire a7 · Pion noir sur case blanche f7 · Pion noir sur case noire g7 · Pion noir sur case blanche h7 · Dame noire sur case blanche e6 · Pion noir sur case noire e5 · Fou blanc sur case noire g5 · Pion blanc sur case blanche e4 · Pion blanc sur case blanche a2 · Pion blanc sur case noire b2 · Pion blanc sur case blanche c2 · Pion blanc sur case noire f2 · Pion blanc sur case blanche g2 · Pion blanc sur case noire h2 · Roi blanc sur case noire c1 | Cavalier noir sur case noire b8 · Tour blanche sur case noire d8 · Roi noir sur case blanche e8 · Fou noir sur case noire f8 · Tour noire sur case noire h8 · Pion noir sur case noire a7 · Pion noir sur case blanche f7 · Pion noir sur case noire g7 · Pion noir sur case blanche h7 · Dame noire sur case blanche e6 · Pion noir sur case noire e5 · Fou blanc sur case noire g5 · Pion blanc sur case blanche e4 · Pion blanc sur case blanche a2 · Pion blanc sur case noire b2 · Pion blanc sur case blanche c2 · Pion blanc sur case noire f2 · Pion blanc sur case blanche g2 · Pion blanc sur case noire h2 · Roi blanc sur case noire c1 | Cavalier noir sur case noire b8 · Tour blanche sur case noire d8 · Roi noir sur case blanche e8 · Fou noir sur case noire f8 · Tour noire sur case noire h8 · Pion noir sur case noire a7 · Pion noir sur case blanche f7 · Pion noir sur case noire g7 · Pion noir sur case blanche h7 · Dame noire sur case blanche e6 · Pion noir sur case noire e5 · Fou blanc sur case noire g5 · Pion blanc sur case blanche e4 · Pion blanc sur case blanche a2 · Pion blanc sur case noire b2 · Pion blanc sur case blanche c2 · Pion blanc sur case noire f2 · Pion blanc sur case blanche g2 · Pion blanc sur case noire h2 · Roi blanc sur case noire c1 | Cavalier noir sur case noire b8 · Tour blanche sur case noire d8 · Roi noir sur case blanche e8 · Fou noir sur case noire f8 · Tour noire sur case noire h8 · Pion noir sur case noire a7 · Pion noir sur case blanche f7 · Pion noir sur case noire g7 · Pion noir sur case blanche h7 · Dame noire sur case blanche e6 · Pion noir sur case noire e5 · Fou blanc sur case noire g5 · Pion blanc sur case blanche e4 · Pion blanc sur case blanche a2 · Pion blanc sur case noire b2 · Pion blanc sur case blanche c2 · Pion blanc sur case noire f2 · Pion blanc sur case blanche g2 · Pion blanc sur case noire h2 · Roi blanc sur case noire c1 | 3 |
| 2 | Cavalier noir sur case noire b8 · Tour blanche sur case noire d8 · Roi noir sur case blanche e8 · Fou noir sur case noire f8 · Tour noire sur case noire h8 · Pion noir sur case noire a7 · Pion noir sur case blanche f7 · Pion noir sur case noire g7 · Pion noir sur case blanche h7 · Dame noire sur case blanche e6 · Pion noir sur case noire e5 · Fou blanc sur case noire g5 · Pion blanc sur case blanche e4 · Pion blanc sur case blanche a2 · Pion blanc sur case noire b2 · Pion blanc sur case blanche c2 · Pion blanc sur case noire f2 · Pion blanc sur case blanche g2 · Pion blanc sur case noire h2 · Roi blanc sur case noire c1 | Cavalier noir sur case noire b8 · Tour blanche sur case noire d8 · Roi noir sur case blanche e8 · Fou noir sur case noire f8 · Tour noire sur case noire h8 · Pion noir sur case noire a7 · Pion noir sur case blanche f7 · Pion noir sur case noire g7 · Pion noir sur case blanche h7 · Dame noire sur case blanche e6 · Pion noir sur case noire e5 · Fou blanc sur case noire g5 · Pion blanc sur case blanche e4 · Pion blanc sur case blanche a2 · Pion blanc sur case noire b2 · Pion blanc sur case blanche c2 · Pion blanc sur case noire f2 · Pion blanc sur case blanche g2 · Pion blanc sur case noire h2 · Roi blanc sur case noire c1 | Cavalier noir sur case noire b8 · Tour blanche sur case noire d8 · Roi noir sur case blanche e8 · Fou noir sur case noire f8 · Tour noire sur case noire h8 · Pion noir sur case noire a7 · Pion noir sur case blanche f7 · Pion noir sur case noire g7 · Pion noir sur case blanche h7 · Dame noire sur case blanche e6 · Pion noir sur case noire e5 · Fou blanc sur case noire g5 · Pion blanc sur case blanche e4 · Pion blanc sur case blanche a2 · Pion blanc sur case noire b2 · Pion blanc sur case blanche c2 · Pion blanc sur case noire f2 · Pion blanc sur case blanche g2 · Pion blanc sur case noire h2 · Roi blanc sur case noire c1 | Cavalier noir sur case noire b8 · Tour blanche sur case noire d8 · Roi noir sur case blanche e8 · Fou noir sur case noire f8 · Tour noire sur case noire h8 · Pion noir sur case noire a7 · Pion noir sur case blanche f7 · Pion noir sur case noire g7 · Pion noir sur case blanche h7 · Dame noire sur case blanche e6 · Pion noir sur case noire e5 · Fou blanc sur case noire g5 · Pion blanc sur case blanche e4 · Pion blanc sur case blanche a2 · Pion blanc sur case noire b2 · Pion blanc sur case blanche c2 · Pion blanc sur case noire f2 · Pion blanc sur case blanche g2 · Pion blanc sur case noire h2 · Roi blanc sur case noire c1 | Cavalier noir sur case noire b8 · Tour blanche sur case noire d8 · Roi noir sur case blanche e8 · Fou noir sur case noire f8 · Tour noire sur case noire h8 · Pion noir sur case noire a7 · Pion noir sur case blanche f7 · Pion noir sur case noire g7 · Pion noir sur case blanche h7 · Dame noire sur case blanche e6 · Pion noir sur case noire e5 · Fou blanc sur case noire g5 · Pion blanc sur case blanche e4 · Pion blanc sur case blanche a2 · Pion blanc sur case noire b2 · Pion blanc sur case blanche c2 · Pion blanc sur case noire f2 · Pion blanc sur case blanche g2 · Pion blanc sur case noire h2 · Roi blanc sur case noire c1 | Cavalier noir sur case noire b8 · Tour blanche sur case noire d8 · Roi noir sur case blanche e8 · Fou noir sur case noire f8 · Tour noire sur case noire h8 · Pion noir sur case noire a7 · Pion noir sur case blanche f7 · Pion noir sur case noire g7 · Pion noir sur case blanche h7 · Dame noire sur case blanche e6 · Pion noir sur case noire e5 · Fou blanc sur case noire g5 · Pion blanc sur case blanche e4 · Pion blanc sur case blanche a2 · Pion blanc sur case noire b2 · Pion blanc sur case blanche c2 · Pion blanc sur case noire f2 · Pion blanc sur case blanche g2 · Pion blanc sur case noire h2 · Roi blanc sur case noire c1 | Cavalier noir sur case noire b8 · Tour blanche sur case noire d8 · Roi noir sur case blanche e8 · Fou noir sur case noire f8 · Tour noire sur case noire h8 · Pion noir sur case noire a7 · Pion noir sur case blanche f7 · Pion noir sur case noire g7 · Pion noir sur case blanche h7 · Dame noire sur case blanche e6 · Pion noir sur case noire e5 · Fou blanc sur case noire g5 · Pion blanc sur case blanche e4 · Pion blanc sur case blanche a2 · Pion blanc sur case noire b2 · Pion blanc sur case blanche c2 · Pion blanc sur case noire f2 · Pion blanc sur case blanche g2 · Pion blanc sur case noire h2 · Roi blanc sur case noire c1 | Cavalier noir sur case noire b8 · Tour blanche sur case noire d8 · Roi noir sur case blanche e8 · Fou noir sur case noire f8 · Tour noire sur case noire h8 · Pion noir sur case noire a7 · Pion noir sur case blanche f7 · Pion noir sur case noire g7 · Pion noir sur case blanche h7 · Dame noire sur case blanche e6 · Pion noir sur case noire e5 · Fou blanc sur case noire g5 · Pion blanc sur case blanche e4 · Pion blanc sur case blanche a2 · Pion blanc sur case noire b2 · Pion blanc sur case blanche c2 · Pion blanc sur case noire f2 · Pion blanc sur case blanche g2 · Pion blanc sur case noire h2 · Roi blanc sur case noire c1 | 2 |
| 1 | Cavalier noir sur case noire b8 · Tour blanche sur case noire d8 · Roi noir sur case blanche e8 · Fou noir sur case noire f8 · Tour noire sur case noire h8 · Pion noir sur case noire a7 · Pion noir sur case blanche f7 · Pion noir sur case noire g7 · Pion noir sur case blanche h7 · Dame noire sur case blanche e6 · Pion noir sur case noire e5 · Fou blanc sur case noire g5 · Pion blanc sur case blanche e4 · Pion blanc sur case blanche a2 · Pion blanc sur case noire b2 · Pion blanc sur case blanche c2 · Pion blanc sur case noire f2 · Pion blanc sur case blanche g2 · Pion blanc sur case noire h2 · Roi blanc sur case noire c1 | Cavalier noir sur case noire b8 · Tour blanche sur case noire d8 · Roi noir sur case blanche e8 · Fou noir sur case noire f8 · Tour noire sur case noire h8 · Pion noir sur case noire a7 · Pion noir sur case blanche f7 · Pion noir sur case noire g7 · Pion noir sur case blanche h7 · Dame noire sur case blanche e6 · Pion noir sur case noire e5 · Fou blanc sur case noire g5 · Pion blanc sur case blanche e4 · Pion blanc sur case blanche a2 · Pion blanc sur case noire b2 · Pion blanc sur case blanche c2 · Pion blanc sur case noire f2 · Pion blanc sur case blanche g2 · Pion blanc sur case noire h2 · Roi blanc sur case noire c1 | Cavalier noir sur case noire b8 · Tour blanche sur case noire d8 · Roi noir sur case blanche e8 · Fou noir sur case noire f8 · Tour noire sur case noire h8 · Pion noir sur case noire a7 · Pion noir sur case blanche f7 · Pion noir sur case noire g7 · Pion noir sur case blanche h7 · Dame noire sur case blanche e6 · Pion noir sur case noire e5 · Fou blanc sur case noire g5 · Pion blanc sur case blanche e4 · Pion blanc sur case blanche a2 · Pion blanc sur case noire b2 · Pion blanc sur case blanche c2 · Pion blanc sur case noire f2 · Pion blanc sur case blanche g2 · Pion blanc sur case noire h2 · Roi blanc sur case noire c1 | Cavalier noir sur case noire b8 · Tour blanche sur case noire d8 · Roi noir sur case blanche e8 · Fou noir sur case noire f8 · Tour noire sur case noire h8 · Pion noir sur case noire a7 · Pion noir sur case blanche f7 · Pion noir sur case noire g7 · Pion noir sur case blanche h7 · Dame noire sur case blanche e6 · Pion noir sur case noire e5 · Fou blanc sur case noire g5 · Pion blanc sur case blanche e4 · Pion blanc sur case blanche a2 · Pion blanc sur case noire b2 · Pion blanc sur case blanche c2 · Pion blanc sur case noire f2 · Pion blanc sur case blanche g2 · Pion blanc sur case noire h2 · Roi blanc sur case noire c1 | Cavalier noir sur case noire b8 · Tour blanche sur case noire d8 · Roi noir sur case blanche e8 · Fou noir sur case noire f8 · Tour noire sur case noire h8 · Pion noir sur case noire a7 · Pion noir sur case blanche f7 · Pion noir sur case noire g7 · Pion noir sur case blanche h7 · Dame noire sur case blanche e6 · Pion noir sur case noire e5 · Fou blanc sur case noire g5 · Pion blanc sur case blanche e4 · Pion blanc sur case blanche a2 · Pion blanc sur case noire b2 · Pion blanc sur case blanche c2 · Pion blanc sur case noire f2 · Pion blanc sur case blanche g2 · Pion blanc sur case noire h2 · Roi blanc sur case noire c1 | Cavalier noir sur case noire b8 · Tour blanche sur case noire d8 · Roi noir sur case blanche e8 · Fou noir sur case noire f8 · Tour noire sur case noire h8 · Pion noir sur case noire a7 · Pion noir sur case blanche f7 · Pion noir sur case noire g7 · Pion noir sur case blanche h7 · Dame noire sur case blanche e6 · Pion noir sur case noire e5 · Fou blanc sur case noire g5 · Pion blanc sur case blanche e4 · Pion blanc sur case blanche a2 · Pion blanc sur case noire b2 · Pion blanc sur case blanche c2 · Pion blanc sur case noire f2 · Pion blanc sur case blanche g2 · Pion blanc sur case noire h2 · Roi blanc sur case noire c1 | Cavalier noir sur case noire b8 · Tour blanche sur case noire d8 · Roi noir sur case blanche e8 · Fou noir sur case noire f8 · Tour noire sur case noire h8 · Pion noir sur case noire a7 · Pion noir sur case blanche f7 · Pion noir sur case noire g7 · Pion noir sur case blanche h7 · Dame noire sur case blanche e6 · Pion noir sur case noire e5 · Fou blanc sur case noire g5 · Pion blanc sur case blanche e4 · Pion blanc sur case blanche a2 · Pion blanc sur case noire b2 · Pion blanc sur case blanche c2 · Pion blanc sur case noire f2 · Pion blanc sur case blanche g2 · Pion blanc sur case noire h2 · Roi blanc sur case noire c1 | Cavalier noir sur case noire b8 · Tour blanche sur case noire d8 · Roi noir sur case blanche e8 · Fou noir sur case noire f8 · Tour noire sur case noire h8 · Pion noir sur case noire a7 · Pion noir sur case blanche f7 · Pion noir sur case noire g7 · Pion noir sur case blanche h7 · Dame noire sur case blanche e6 · Pion noir sur case noire e5 · Fou blanc sur case noire g5 · Pion blanc sur case blanche e4 · Pion blanc sur case blanche a2 · Pion blanc sur case noire b2 · Pion blanc sur case blanche c2 · Pion blanc sur case noire f2 · Pion blanc sur case blanche g2 · Pion blanc sur case noire h2 · Roi blanc sur case noire c1 | 1 |
|   | a | b | c | d | e | f | g | h |   |

C'est cette position qui a soulevé l'enthousiasme d'une légion d'amateurs d'échecs. En effet, les Blancs n'ont plus que deux pièces à opposer aux quatre pièces noires, comprenant la dame noire. Pratiquement tous les pions blancs sont sur leur case de départ, et pourtant les Noirs ne peuvent qu'observer la triste fin de leur monarque.
Cette partie a été reprise dans la série le jeu de la dame dans l'épisode 6 entre l'héroïne Beth Harmon et Benny Watts, lors d'une simultanée en blitz. Lors de la toute dernière partie de blitz organisé dans l'appartement de Benny, la position des pièces est la même que la partie de l'opéra.

### Sources
- Gedeon Barcza, Laszlo Alfody et Jeno Kapu, Les Champions du monde du jeu d'échecs. Tome 1 : De Morphy à Alekhine, Grasset et Europe Échecs, 1985, trad. Alphonse Grunenwald, p. 57-58  (ISBN 2-246-33411-X).
- Thierry Beauvert et Michel Parouty, Les temples de l'opéra, Gallimard, 1990.
- (en) Frederick Milne Edge, The Exploits & Triumphs in Europe of Paul Morphy the Chess Champion, new introduction by David Lawson, Dover Publications, 1973, 203 p.  (ISBN 0-486-22882-7). Cf. Paul Morphy, the Chess Champion. An Account of His Career in America and Europe, New York, 1859.
- (en) David Lawson, Paul Morphy The Pride and Sorrow of Chess, New York, Mckay, 1976, p. 158-160.
- (en) Garry Kasparov, Garry Kasparov on My Great Predecessors, t. 1, Londres, Everyman Chess, 2003, 464 p. (ISBN 978-1-85744-330-1), p. 39-40.